# Poil (Nièvre)
Pour les articles homonymes, voir Poil (homonymie).
Poil (en nivernais Poué) est une commune française située dans le département de la Nièvre, en région Bourgogne-Franche-Comté.
Ses habitants sont appelés les Pictiens et les Pictiennes.

## Géographie

### Localisation
Poil est un village situé sur le flanc sud du mont Beuvray, dans le Sud-Morvan. À l'est de la Nièvre, il est à une distance de 14 kilomètres de Luzy, chef-lieu du canton, à 33 kilomètres de Château-Chinon, chef-lieu de l'arrondissement et 91 kilomètres de Nevers, chef-lieu du département.
Le bourg est accessible par la route départementale 681 (ancienne route nationale 81), entre Autun (Saône-et-Loire, à 21 kilomètres) et Luzy, sur laquelle s'embranche la départementale 192. Elle conduit au bourg après 2,5 kilomètres.
Poil est frontalier à la Saône-et-Loire. La rivière Braconne, issue de la fontaine Saint-Martin sur le mont Beuvray, forme avec la D 681 la limite entre Nièvre et Saône-et-Loire, autrefois entre Nivernais et Bourgogne.

### Géologie et relief
Poil est située à une altitude de 350 mètres, dont le minimum est 297 mètres et le maximum de 522 mètres. Sa superficie s'étend sur 2 702 hectares.
Poil est implantée dans le Sud-Morvan, dont le paysage caractéristique est essentiellement boisé et aux reliefs arrondis, typiques du Morvan, entaillés par de petits ruisseaux. Le territoire de Poil est divisé en deux entités paysagères : la moitié Nord-Ouest située sur le tour du mont Beuvray et la moitié sud-est située dans le val d'Arroux. Autour du Beuvray, l'altitude est plus forte et les bois se densifient,. Le paysage accidenté et boisé laisse place à un piedmont bocager, mais où les arbres occupent encore les sommets. Lui succède à un fond de vallée ondulé et ample. Le bourg de Poil, comme les villages voisins de Saint-Didier-sur-Arroux et La Comelle, est implanté sur le coteau d'un petit ruisseau qui se jette dans la Braconne.
Poil est située au sein d'une vaste région, allant de Bourbon-Lancy au bassin du Creusot, dont le substratum est de granit.

### Faune et flore
Poil connaît, du fait de son altitude, de son relief accidenté et de son couvert boisé, un patrimoine naturel riche entre petits ruisseaux, forêts naturelles et zones humides. L'ouest de la commune est protégé par le site Natura 2000 « Bocage, forêts et milieux humides du Sud Morvan », qui recouvre un total de 50 000 hectares.
Parmi sa faune, on peut retrouver le crapaud sonneur à ventre jaune, les chouettes chevêche et chouette de Tengmalm ou les demoiselles agrion ornés (en) ou de Mercure.

### Climat
Pour des articles plus généraux, voir Climat de la Bourgogne-Franche-Comté et Climat de la Nièvre.
En 2010, le climat de la commune est de type climat océanique dégradé des plaines du Centre et du Nord, selon une étude du Centre national de la recherche scientifique s'appuyant sur une série de données couvrant la période 1971-2000. En 2020, Météo-France publie une typologie des climats de la France métropolitaine dans laquelle la commune est exposée à un climat océanique altéré et est dans la région climatique Centre et contreforts nord du Massif Central, caractérisée par un air sec en été et un bon ensoleillement.
Pour la période 1971-2000, la température annuelle moyenne est de 10,6 °C, avec une amplitude thermique annuelle de 17 °C. Le cumul annuel moyen de précipitations est de 1 051 mm, avec 12,5 jours de précipitations en janvier et 7,9 jours en juillet. Pour la période 1991-2020, la température moyenne annuelle observée sur la station météorologique de Météo-France la plus proche, « Avrée », sur la commune d'Avrée à 16 km à vol d'oiseau, est de 11,7 °C et le cumul annuel moyen de précipitations est de 884,8 mm. 
La température maximale relevée sur cette station est de 40,5 °C, atteinte le 24 juillet 2019 ; la température minimale est de −13,9 °C, atteinte le 7 février 2012,,.
Les paramètres climatiques de la commune ont été estimés pour le milieu du siècle (2041-2070) selon différents scénarios d'émission de gaz à effet de serre à partir des nouvelles projections climatiques de référence DRIAS-2020. Ils sont consultables sur un site dédié publié par Météo-France en novembre 2022.

## Urbanisme

### Typologie
Au 1er janvier 2024, Poil est catégorisée commune rurale à habitat très dispersé, selon la nouvelle grille communale de densité à sept niveaux définie par l'Insee en 2022.
Elle est située hors unité urbaine. Par ailleurs la commune fait partie de l'aire d'attraction d'Autun, dont elle est une commune de la couronne,. Cette aire, qui regroupe 42 communes, est catégorisée dans les aires de moins de 50 000 habitants,.

### Occupation des sols

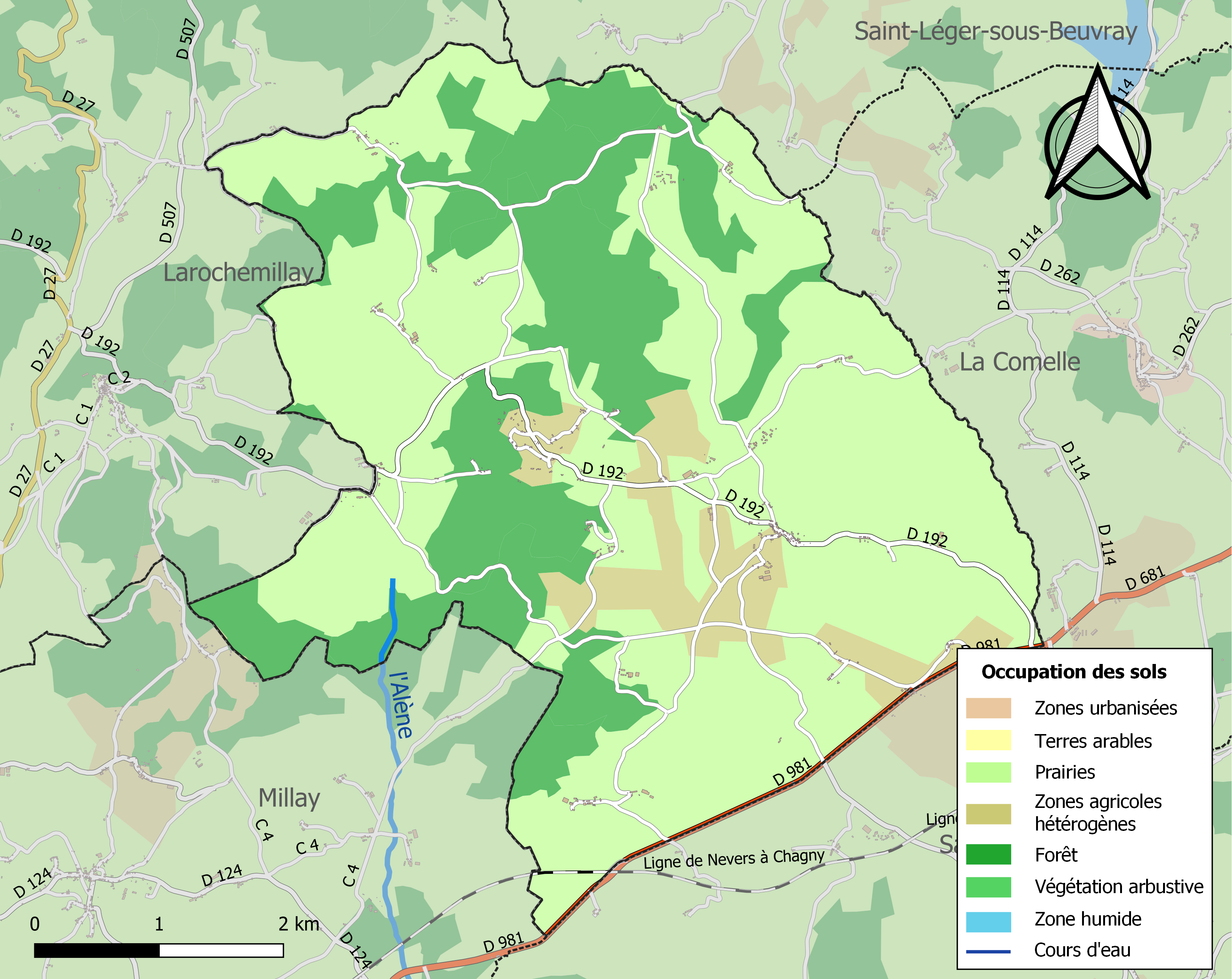
Carte des infrastructures et de l'occupation des sols de la commune en 2018 (CLC).

L'occupation des sols de la commune, telle qu'elle ressort de la base de données européenne d’occupation biophysique des sols Corine Land Cover (CLC), est marquée par l'importance des territoires agricoles (71,8 % en 2018), une proportion sensiblement équivalente à celle de 1990 (71,7 %). La répartition détaillée en 2018 est la suivante : prairies (63,3 %), forêts (28,2 %), zones agricoles hétérogènes (8,5 %).
L'IGN met par ailleurs à disposition un outil en ligne permettant de comparer l'évolution dans le temps de l'occupation des sols de la commune (ou de territoires à des échelles différentes). Plusieurs époques sont accessibles sous forme de cartes ou photos aériennes : la carte de Cassini (XVIIIe siècle), la carte d'état-major (1820-1866) et la période actuelle (1950 à aujourd'hui).

## Toponymie
Le nom de la localité est attesté sous la forme latinisée Pictia au Xe siècle dans le fragment d'un pouillé d'Autun. Ensuite, on trouve la forme Poiz en 1281, Poys au XIVe siècle dans un pouillé d'Autun, Poy en 1414 et enfin Poil en 1592.
L'évolution du radical Picti- > Poi(z)- de Poits- est régulière. Elle est comparable à celle de Pict-ávis > Poit-eus, Poitiers, dérivé du noms du peuple gaulois des Pictons, les Pictavi. Il contient une radical Pict- sans doute celtique, mais de sens incertain. Il est identique à celui du nom des Pictes, peuple celtique de Grande-Bretagne dans l'actuelle Écosse. Picti-ia construit sur le modèle des noms de pays en latin -ia peut désigner une garnison de Pictes lors de la période du Bas Empire cf. Mauretania > Mortagne, Alemania > Allemagne, Sarmatia > Sermaise, etc. On sait par exemple que des troupes romaines originaires de Grande-Bretagne, étaient stationnées en Gaule, dont les Atecotti d’Écosse. Le -l final apparaît postérieurement au Moyen Âge par analogie avec le nom commun poil ou pouail dont le [l] final n'était plus prononcé régionalement, donc devenu homophone de Pois (forme ancienne du toponyme).

## Histoire

### Proto-histoire et période gallo-romaine
Situé à 6 km au sud-est de l'ancien oppidum gaulois de Bibracte, le territoire de Poil était déjà habité à la Tène finale (deuxième moitié du Ier siècle av. J.-C.) puis à l'époque romaine. Environ une centaine d'amphores vinaires italiques y ont été retrouvées, dont 3 Dressel 1 estampillées. Des enclos quadrangulaires à proximité signaleraient la présence d'une large nécropole, ainsi que des vestiges gallo-romains.
Deux voies romaines passent par Poil.

### Moyen Âge
Selon un carottage effectuée au Quart du Bois, corrélé par des données archéologiques et historiques, on retrouve des traces d'agropastoralisme constantes au fil des siècles, dès le Ve ou VIe siècle, sur un terrain où la végétation forestière de hêtres et de chênes est particulièrement faible,. Sont cultivés du blé, de l'orge, de l'avoine, puis apparaît au VIe ou VIIe siècle la culture du seigle, celle du chanvre au XIe siècle, suivie de celle du sarrasin dont on retrouve des occurrences régulières entre le XIIIe et le XIXe siècle. Elles sont cultivées en parallèle les unes des autres. Une production notable du châtaignier, sur une terre peu propice à la céréaliculture, avec son apogée entre le XIIIe et XVIIe siècles,,.
Lors d'un recensement réalisé en 1643, onze feux imposables sont recensés sur le territoire de la paroisse de Poil ; soixante-huit à La Comelle et vingt à Millay. On dénombre également trois laboureurs. Plusieurs de ces feux sont mainmortables, c'est-à-dire que les serfs sont dans l'incapacité de transmettre leurs biens à leur décès. Cependant, de ce recensement sont exclus les nombreux mendiants, ainsi que les seigneurs, leurs proches et les notables.
En 1680, la population de Poil est de 700 personnes environ (900 à Millay, 600 à Larochemillay et Saint-Gengoult réunis). Elle diminue, comme dans l'ensemble de la région, au début du siècle suivant.

### Commune indépendante pendant la Révolution
À la création des communes durant la Révolution, la commune de Poil est créée. Elle répond au canton de Laroche (Larochemillay), au district de Moulins (Moulins-Engilbert) et au département de la Nièvre. Le curé, Jean Cas, est élu maire entre janvier et mars 1790. Comme l'a été Saint-Gengoult plus tôt, la commune est cependant absorbée par Larochemillay par décision du président du district entre 1795 et 1800, ; elle ne retrouve son autonomie qu'en 1860. Poil forme toutefois une section distincte au sein de la commune de Larochemillay.
En 1792, le territoire de la commune de Poil s'étend jusqu'au sommet du Mont Beuvray.
À propos de la période de la Terreur, l'abbé Muguet, chanoine honoraire et curé-archiprêtre de Sully écrit en 1897 : « Caillet [Joseph Caillet, curé de La Comelle] formait un triumvirat avec les curés de Saint-Léger-sous-Beuvray et de Poé [Poil]. Ils se réunissaient dans différents endroits où ils s'occupaient uniquement à augmenter le nombre de partisans de Terreur. Ils excitaient le désordre et la désolation dans les communes de leur voisinage ; ils provoquaient des dénonciations contre d'excellents patriotes et surtout les gens probes et vertueux,. » Philippe Duruisseau, curé de Poil, dépose le 20 novembre 1793 (30 brumaire de l'an II) une pétition pour l'emploi d'un instituteur dans la commune. À la mise en œuvre du Concordat de 1801, Duruisseau est refoulé par sa paroisse.

### Section de Larochemillay
À Poil au cours du XIXe siècle, comme dans les autres communes du Sud-Morvan, le régime foncier est tenu par la noblesse locale, qui régit avec un pouvoir quasi seigneurial. Ce système est mesurable par le premier cadastre, dressé entre 1819 et 1845. Trois ou quatre familles peuvent à elles seules posséder l'essentiel du territoire d'une commune, avec un patrimoine de parfois plus de 1 000 hectares. La propriété aristocrate, incarnée par les nombreux châteaux, coexiste avec une propriété bourgeoise, de plus faible étende, ainsi que plusieurs micropropriétés.
Les propriétés sont divisées entre les bois et les terres, elles-mêmes réparties entre des domaines exploités par des métayers. Les métayers vivent au sein d'un ménage nombreux, entre sa famille (parents et enfants), ses domestiques et ses ouvriers agricoles. Le système de production agricole est extensif et repose à la fois sur des cultures vivrières et à but commercial et un élevage de porcs et de bœufs d'embouche ou pour le trait, exportés dans le Bassin parisien. L'organisation repose sur un structure sociale hiérarchisée. Au bas de l'échelle sociale, les journaliers, puis les domestiques agricoles, sous la direction de métayers, eux-mêmes surveillés par des régisseurs, répondant aux ordres du propriétaire terrien. L'essentiel du système se maintient durant un siècle.
Après un été 1840 particulièrement sec et un automne humide, une épidémie de diphtérie débute dans le canton de Lucenay, en Saône-et-Loire. Elle atteint en septembre 1841 Larochemillay, est la cause d'un décès, puis gagne les communes aux alentours durant les mois suivants. On dénombre notamment vingt-neuf morts à Saint-Didier-sur-Arroux et dix-huit à Millay. À Poil ce sont vingt-trois personnes qui meurent de la maladie, venue au mois de novembre.

### Séparation de Poil de Larochemillay
Au cours des années 1840, les conflits entre le conseil municipal de Larochemillay et les châteaux plus éloignés s'accentuent. Pour cause, alors que Larochemillay compte quatre châteaux, dont trois à proximité du bourg, le secteur de Poil en dénombre six. En 1843, un bourgeois Meunier, Charles Martin (1796-1866), ravit pendant plus de 20 ans la mairie aux nobles. Sa politique est centrée sur le bourg dont les châteaux sont isolés. Des conflits éclatent à propos de la voirie de mauvaise qualité, l'édification des bâtiments publics et du coût des services publics, pour lesquels les nobles sont les plus imposés. Profitant d'un scandale politique, les nobles tentent de faire destituer le maire en 1853, mais ne voient que leur pouvoir politique diminuer. Au-delà des problèmes d'équipement, le conflit est la démonstration de la rivalité entre nobles et bourgeois, et entre la droite et la gauche, les agriculteurs-exploitants votant à droite aux côtés des aristocrates.
Les nobles tentent alors de recouvrer leur pouvoir politique par une autre voie : ils demandent la restauration de Poil en tant que commune indépendante. Le préfet propose que la tête du mouvement séparatiste, le baron Anne Marie Charles de Galembert, établi à Ettevaux, prenne la mairie de Larochemillay, mais celui-ci refuse, « tant que le problème de la séparation de la section de Poil ne sera pas résolu ».
En 1858, après plusieurs refus antérieurs, le conseil général de la Nièvre vote la création de la commune de Poil, et adopte en 1859 après maintes polémiques, le tracé de la limite communale entre Larochemillay et la nouvelle commune. Cette création devient officielle par le décret du 9 mai 1860. D'après le préfet, cette scission était souhaitée par la quasi-totalité des habitants de Poil :

« Les habitants de la section de Poil, commune de Larochemillay, demandent unanimement, et depuis leur incorporation à la commune de Larochemillay, incorporation qui eût lieu par décision arbitraire du président du district de Moulins-Engilbert, leur séparation en commune distincte. Ils font remarquer qu'ils ont formé en tout temps une paroisse distincte ; qu'ils ont été érigés en commune quand l'Assemblée nationale de 1790 organisa les municipalités. Que depuis leur incorporation à la commune de Larochemillay, ils ont été systématiquement privés des ressources communales, que s'ils possèdent aujourd'hui une église, un presbytère, un cimetière, une maison d'école, ils ne les doivent qu'à la libéralité des propriétaires de leur section ; que la juste popularité dont jouissent ces propriétaires les appelle dans les conseils municipaux dont ils ont presque toujours été exclus par la section prépondérante ; que, par suite de cette exclusion, les actes de l'administration [municipale] sont toujours en suspicion de la part de la section exclue ; que de nombreuses difficultés administratives sont nées de ce manque de confiance. »

### Nouvelle municipalité de Poil

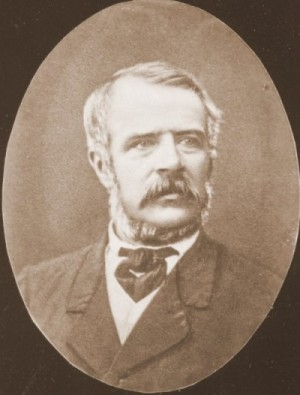
Le baron Bodin de Galembert, premier maire de Poil.

Anne Marie Charles de Bodin de Galembert — gendre de l'ancien maire de Larochemillay Bertrand de Rivière — est élu maire de la nouvelle commune. Le premier conseil municipal est composé de deux importants propriétaires, de cinq de leurs métayers et de quatre artisans petits propriétaires. L'aristocratie obtient ainsi le pouvoir politique sur Poil. Alors qu'à Larochemillay la bourgeoise rurale les a supplantés, elle établit une domination qui perdure pendant plus d'un siècle.
Le maire Galembert démissionne après une vingtaine d'années de mandat, en 1879, à la suit d'un désaccord sur l'emplacement de la maison d'école. Lui succède le comte Fernand de La Ferté Meun — fils du maire de Larochemillay ayant précédé à Charles Martin —, capitaine de l'armée, propriétaire de Pierrefitte. Sa politique comme son attitude sont rapidement contestées. Il est absent du conseil municipal, préférant Paris à Poil. Il transfère les archives municipales et les affaires de la mairie à son domicile, ce qui a pour conséquence une pétition adressée au préfet demandant leur retour à l'école signée par trente-six des cinquante-trois électeurs, dont neuf conseillers. Il refuse de fêter le 14-Juillet, « fête qui rappelle de tristes souvenirs », ce qui provoque l'ire des habitants. Ainsi, en 1882, lorsque le conseil municipal vote un don de cinq francs à l'instituteur pour que celui-ci illumine l'école, il « oublie » de les lui donner et l'instituteur doit payer de ses propres frais. Il doit quitter le pouvoir dans les années qui suivent.
Un autre noble succède à La Ferté Meu, Laurent Dugas de la Boissonny, suivi par Pierre Goby, un petit propriétaire et père d'un instituteur dans la commune (un témoin rapporte que son fils « faisait l'instruction civique après le catéchisme, ça vous remettait d'aplomb »). À son élection en 1897, il n'est élu qu'au troisième tour, au bénéfice de l'âge, avec six voix en sa faveur et six autres pour le baron Henri Marie Charles de Bodin de Galembert. Le conseil ne dure pas, est dissous, Galembert est élu. La famille Bodin de Galembert reprend la main sur le village.
En plus du pouvoir politique, les châtelains possèdent un pouvoir foncier. Seuls les propriétaires parviennent à intégrer le conseil municipal. Les plus importants d'entre eux profitent de la domination qu'ils exercent sur leur terre pour assurer leur victoire électorale. Les fermiers et ouvriers agricoles qui ne respectent pas l'ordre donné peuvent se voir renvoyer ou privés de leur logement ; ainsi un dénommé Perraudin est délogé avant la fin de son bail pour avoir voté contre la baronnie Galembert en 1897. La protection donnée par le statut de fermage permet l'arrêt de cette pratique, mais la domination se poursuit tout de même par le paternalisme et le poids de la hiérarchie sociale. Ainsi, les nobles se voient peu contestés au niveau municipal et sont réélus, alors même que le Parti communiste remporte les élections législatives.
Le journaliste Paul Birault affirme en décembre 1913 que Hégésippe Simon, le père fictif de la démocratie, est né à Poil. Il encourage ainsi plusieurs députés à venir participer à l'inauguration d'une statue à son effigie,,.
Au début des années 1920, une cellule communiste est ouverte à Poil par l'institutrice Berthe Fouchère ; Le Maitron recense la participation d'un dénommé François Clément en 1932,. Après trois ans d'exercice,, Fouchère est radiée de l'Éducation nationale en 1923, condamnée pour avoir écrit deux articles en infraction à la loi réprimant la « propagande anticonceptionnelle »,.

### Seconde Guerre mondiale
Durant la nuit du 13 au 14 février 1943, la gendarmerie découvre des ballonnets équipés d'engins incendiaires aux Châtaigniersl.
Le 8 juin 1944, les résistants maquisards du camp des Fraichots de Larochemillay se constituent d'abord sur le territoire de Poil, à la Croix de Meux. Ils sont vingt-trois, conduits par l'officier Paul Sarrette, et occupent une maison forestière. Ils sont secondés par des groupes armés d'une quatorzaine d'hommes dans la douzaine de communes alentour, dont Poil. La constitution du maquis a pu être préparée par d'importants parachutages d'armes et de matériel à Poil et à Millay. Ils se déplacent le 22 juin aux Fraichots. Un autre groupe, mené par le lieutenant Marquart répondant au maquis Socrate, est cantonné en août dans le bois de Pierrefitte et participe à la défense de Larochemillay.

### Depuis 1945

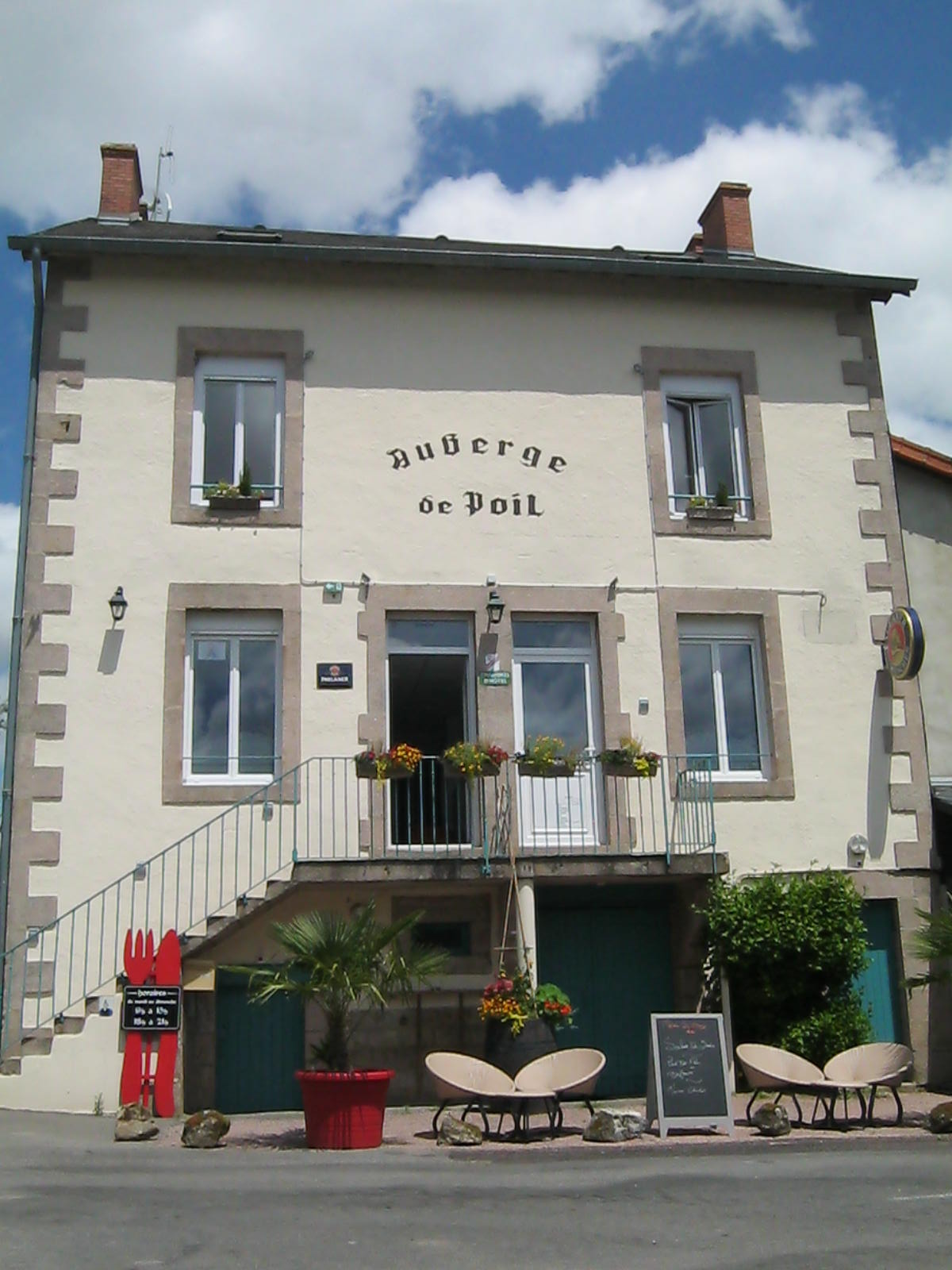
L'auberge en 2016.

Alors qu'il s'agissait de la norme au début du siècle, Poil est en 1965 l'une des trois dernières communes du canton à être administrées par des nobles, avec Fléty et Millay. Aux élections municipales de 1977, Louis Cougny, un agriculteur nouvellement installé mais ayant une bonne réputation, syndiqué au Mouvement de défense des exploitants familiaux et militant au parti communiste, bat le maire sortant François Marie Joseph Henry de Bodin de Galembert. Il est maire pendant 31 ans, jusqu'en 2008. Durant son mandat, il établit la salle des fêtes et des logements sociaux, rénove l'église et créé la fête de la treuffe.
Le 13 juillet 1986, alors que l'auberge est en faillite, Louis Cougny décide de la racheter et d'en faire une propriété communale. Toujours en service, malgré un incendie en 2012, l'auberge fut l'une des premières mise en gérance par une commune,,.
Le bourg de Poil est le décor principal d'un moyen métrage de Julien Marsa et de Lucie Prost, intitulé Les Rosiers grimpants. Le film est diffusé le 12 février 2016 sur Arte dans l'émission Court-circuit.

## Politique et administration

### Liste des maires
| Période | Période  | Identité                                                 | Étiquette | Qualité                                                                             |
| ------- | -------- | -------------------------------------------------------- | --------- | ----------------------------------------------------------------------------------- |
| 1790    | 1795     | Jean Cas                                                 |           | Curé.                                                                               |
| 1860    | 1879     | Anne Marie Charles de Bodin de Galembert                 |           | Baron                                                                               |
| 1879    | 1884     | Fernand de la Ferté Meun                                 |           | Comte                                                                               |
| 1884    | 1896     | Laurent Dugas de la Boissonny                            |           | Capitaine d’infanterie, chevalier de l'ordre de Pie IX (1841-1922)                  |
| 1896    | 1897     | Pierre Goby                                              |           |                                                                                     |
| 1897    | 1924     | Henri Marie Charles Bodin de Galembert †                 |           | Baron, officier de cavalerie (1854-1924). Chevalier de la Légion d'honneur.         |
| 1924    | 1953     | Joseph Anne Marie Charles « Carl » de Bodin de Galembert |           | Vicomte (1885-1974),. Croix de guerre 1914-1918 et chevalier de la Légion d'honneur |
| 1953    | 1977     | François Marie Joseph Henry de Bodin de Galembert        |           | Vicomte (1922-2001)                                                                 |
| 1977    | 2008     | Louis Cougny                                             | PCF       | Agriculteur (1927-2017) et Chevalier de la Légion d'honneur                         |
| 2008    | 2014     | Jean-Émile Boulez                                        |           | Agriculteur (1952-2017)                                                             |
| 2014    | en cours | Christian Courault                                       |           | Artisan                                                                             |

## Population et société

### Démographie

#### Évolution démographique
L'évolution du nombre d'habitants est connue à travers les recensements de la population effectués dans la commune depuis 1793. Pour les communes de moins de 10 000 habitants, une enquête de recensement portant sur toute la population est réalisée tous les cinq ans, les populations de référence des années intermédiaires étant quant à elles estimées par interpolation ou extrapolation. Pour la commune, le premier recensement exhaustif entrant dans le cadre du nouveau dispositif a été réalisé en 2005.

En 2022, la commune comptait 151 habitants, en évolution de +7,86 % par rapport à 2016 (Nièvre : −3,28 %, France hors Mayotte : +2,11 %).
| 1793 | 1861 | 1866 | 1872 | 1876 | 1881 | 1886 | 1891 | 1896 |
| ---- | ---- | ---- | ---- | ---- | ---- | ---- | ---- | ---- |
| 858  | 806  | 798  | 800  | 863  | 871  | 978  | 940  | 932  |

| 1901 | 1906 | 1911 | 1921 | 1926 | 1931 | 1936 | 1946 | 1954 |
| ---- | ---- | ---- | ---- | ---- | ---- | ---- | ---- | ---- |
| 894  | 855  | 864  | 682  | 636  | 597  | 546  | 533  | 428  |

| 1962 | 1968 | 1975 | 1982 | 1990 | 1999 | 2005 | 2006 | 2010 |
| ---- | ---- | ---- | ---- | ---- | ---- | ---- | ---- | ---- |
| 366  | 302  | 241  | 228  | 206  | 189  | 158  | 156  | 155  |

| 2015 | 2020 | 2022 | - | - | - | - | - | - |
| ---- | ---- | ---- | - | - | - | - | - | - |
| 142  | 152  | 151  | - | - | - | - | - | - |

#### Pyramide des âges
La population de la commune est relativement âgée.
En 2018, le taux de personnes d'un âge inférieur à 30 ans s'élève à 30,3 %, soit au-dessus de la moyenne départementale (27,7 %). À l'inverse, le taux de personnes d'âge supérieur à 60 ans est de 38,9 % la même année, alors qu'il est de 37,0 % au niveau départemental.
En 2018, la commune comptait 74 hommes pour 68 femmes, soit un taux de 52,11 % d'hommes, largement supérieur au taux départemental (48,11 %).
Les pyramides des âges de la commune et du département s'établissent comme suit.
| Hommes | Classe d’âge | Femmes |
| ------ | ------------ | ------ |
| 1,3    | 90 ou +      | 2,7    |
| 13,9   | 75-89 ans    | 8,2    |
| 27,8   | 60-74 ans    | 23,3   |
| 21,5   | 45-59 ans    | 21,9   |
| 10,1   | 30-44 ans    | 8,2    |
| 8,9    | 15-29 ans    | 17,8   |
| 16,5   | 0-14 ans     | 17,8   |

| Hommes | Classe d’âge | Femmes |
| ------ | ------------ | ------ |
| 1,1    | 90 ou +      | 3,2    |
| 10,5   | 75-89 ans    | 14,3   |
| 23,3   | 60-74 ans    | 23,5   |
| 20,5   | 45-59 ans    | 19,4   |
| 15,2   | 30-44 ans    | 14,4   |
| 14,8   | 15-29 ans    | 12,1   |
| 14,7   | 0-14 ans     | 13,2   |

### Enseignement
Quand Poil fut détachée de Larochemillay en 1860, elle ne devait pas avoir d'école mais deux furent tout de même construites par la suite. La première école, mixte, est édifiée peu après la création de la commune. Une école des garçons suit à la fin des années 1870,.
L'école des garçons a été transformée en salle des fêtes et celle des filles en école de maréchalerie. Désormais, la commune est membre du regroupement pédagogique intercommunal de Chiddes, Larochemillay, Millay et Poil, qui regroupe l'école élémentaire Paul-Sarette de Chiddes et l'école maternelle et primaire Yvonne-Moreau de Millay. Le collège est celui Antony-Duvivier de Luzy, le lycée général et technologique du département le plus proche est Maurice-Genevoix de Decize. Les lycées professionnels sont à Decize (Maurice-Genevoix), Château-Chinon (lycée agricole du Morvan et lycée des métiers François-Mitterrand) et Saint-Saulge (institut privé d'enseignement rural et de mécanique agricole).
L'école de maréchalerie « La Forge » a pris feu la nuit du 15 au 16 août 2014.

### Santé
Il n'y a aucun établissement de santé dans le village, les plus proches sont ceux de Luzy.

## Économie
L'économie locale est fondée sur l'élevage de bovins de race charolaise, la polyculture et la forêt.
La commune possède une auberge, rouverte en mars 2016 après un incendie le 5 décembre 2012 ayant détruit le bar et la salle à manger et endommageant les chambres à louer ainsi que les appartements du gérant.
Une carrière d'arène de couleur ocre rouge abandonnée subsiste au lieu-dit Moulin Chétif, à proximité du bourg.

## Culture

### Festivités
Poil organise annuellement, au dernier week-end du mois d'août, la fête de la treuffe (pomme de terre en morvandiau). Elle est créée au cours des années 1990 sous l'impulsion du maire Louis Cougny. Sont organisés animations, spectacles, vide-grenier et concours de la plus grosse treuffe,, autour de ce qui a longtemps été l'un des aliments de base des habitants de la région.
Les rapports du conseil général de la Nièvre et de celui de la Saône-et-Loire témoignent de l'organisation de foires au cours des années 1880,.

### Nom burlesque
La commune de Poil est célèbre pour son nom (calembour avec l'expression « à poil »), et déplore à plusieurs reprises durant les années 2000 et 2010 le vol répété des panneaux situés aux entrées du village et indiquant son nom,. Déjà l'hebdomadaire satirique Le Tintamarre en 1878, puis, en 1916, la revue satirique diffusée aux poilus L'Écho des guitounes publiait un article sur la commune, évoquant des « femmes à Poil ». Quinze ans plus tard, en 1933, le plus sérieux Paris-Soir fantasme sur une « institutrice à Poil ».
Plusieurs personnalités se rendent à la commune, dont notamment le vidéaste Rémi Gaillard en 2009, déguisé en tube de mousse à raser, ou Doria Tillier, présentatrice météo du Grand Journal de Canal +, qui avait promis le 13 novembre 2013 de présenter la météo « à poil » en cas de qualification de la France pour la Coupe du monde de football de 2014 contre l'Ukraine. À la suite de la victoire des Bleus, elle présente donc le lendemain la météo depuis Poil, tenant ainsi sa promesse,. Plus récemment, Christine Bravo a fait l'inénarrable récit de ses aventures à Poil à l'antenne de l'émission les Grosses Têtes, animée par Laurent Ruquier.
Dans les années 1970, c'était Stéphane Collaro qui s'affichait « à poil » devant un panneau de la commune, pour l'émission de télévision La Lorgnette. Une marque de sous-vêtements du nom « Au Poil » est créée en 2015 ; son nom est inspiré par celui de la commune. Arnaud Montebourg et Aurélie Filippetti, personnalités politiques du Parti socialiste, sont d'ailleurs passés à Poil soutenir la marque à l'occasion de l'ascension du Mont Beuvray par Montebourg le 25 mai de la même année,. En raison de son nom, la commune de Poil est membre de l'association des communes de France aux noms burlesques et chantants.

## Patrimoine
Poil recèle six châteaux ou maisons fortes. D'origine féodale pour la plupart, ils ont tous été rebâtis ultérieurement, :
- Château de Concley, XVIIIe siècle, sur l'emplacement d'un édifice plus ancien. À noter une chapelle néogothique et une glacière ;
- Château d'Ettevaux, XVIIIe siècle, remanié au XIXe siècle. À noter une chapelle néogothique ;
- Château du Mousseau, tours du XIVe siècle, corps de logis du XVIIIe siècle ;
- Château de Pierrefitte, XIXe siècle, reconstruit au XXe siècle ;
- Château de Thil, origine inconnue, remanié au XIXe siècle ;
- Château de Villette, XIVe siècle, reconstruit au XVIIIe siècle.

Ils sont tous des propriétés privées habitées et aucun n'est visitable. Poil possède en outre l'église Saint-Romain romane du XIIe siècle, remaniée aux XVIe et XIXe siècles, la statue de la Vierge à Laume et la pierre du Bois Mousseau dite autels à sacrifice.
D'un septième château, à Montantaume, ne subsiste plus qu'une plate-forme de terre. Une motte est située à Lagué, un temps considérée comme tumulus, au sein de laquelle ont été trouvées des pièces de monnaie du IVe siècle. En plus de différents piliers funéraires, quatre stèles funéraires sculptées sont découvertes en 1901 dans un champ à proximité du Mousseau. À partir des années 1980, des recherches archéologiques ont mis au jour un site important au Quart du Bois, habité depuis La Tène avec une villa ou vicus et des enclos funéraires au Carzot.
Lors d'un rapport établi en 2015, le Parc naturel régional du Morvan classe comme « éléments menacés à sauvegarder » la pierre du Bois Mousseau, la statue et les vestiges de Montantaume. Poil ne compte pas de monuments historiques. Les plus proches se trouvent à Larochemillay (château de La Roche, église Saint-Pierre, chapelle Saint-Gengoult), Glux-en-Glenne (Bibracte) et Saint-Léger-sous-Beuvray (Bibracte et un puits dans le bourg).

### Patrimoine religieux

#### Église Saint-Romain
Située au centre du bourg, l'église Saint-Romain présente une architecture romane. Il subsiste de sa fondation au cours du XIIe siècle l'abside, le cœur et le clocher. Elle est d'abord remaniée durant le XVIe siècle. Deux chapelles latérales sont construites, formant une croix latine ; celle au nord appartient à maison d'Ettevaux et est d'architecture gothique, celle au sud aux seigneurs de Villette. La cloche actuelle date de 1633 ; elle est parrainée par Étienne de Montantaume. En 1863, elle est agrandie une seconde fois. La nef est voûtée et des colonnes cylindriques en granit séparent ses bas-côtés. Le clocher est dominé par une flèche en bardeau de bois.
À la Révolution, l'église est vendue en tant que bien national à M. de Rivière. Elle est mise sous séquestre en 1906, consécutivement à la loi de séparation des Églises et de l'État, avant d'être restituée deux ans plus tard aux héritiers de Rivière. En 1981, l'association diocésaine cède pour un franc symbolique l'église à la commune. Il reste quelques tombes visibles de l'ancien cimetière.
L'édifice est dédié à Romain d'Antioche, martyr à Antioche en 303.

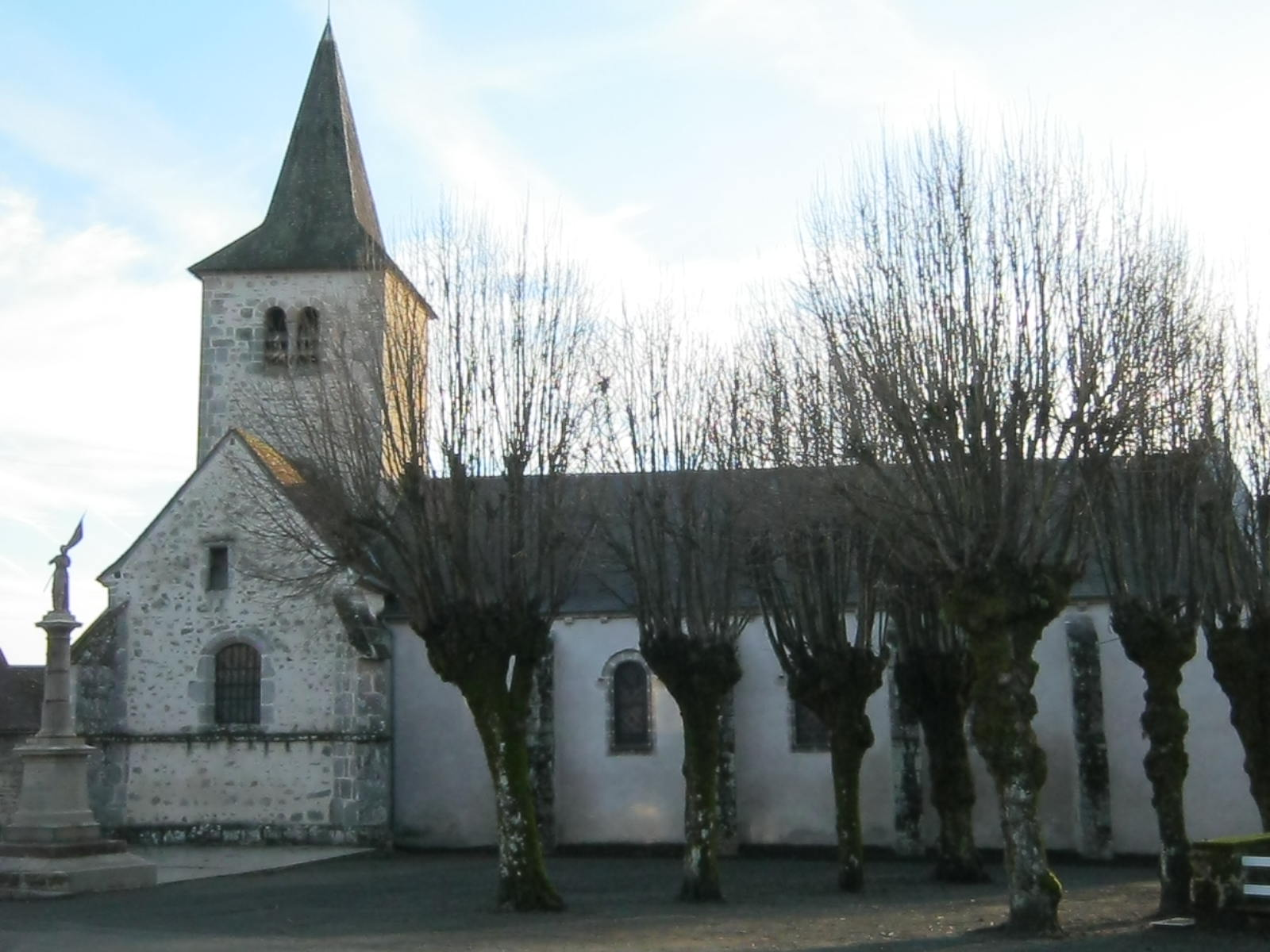
Vue ouest de l'église.
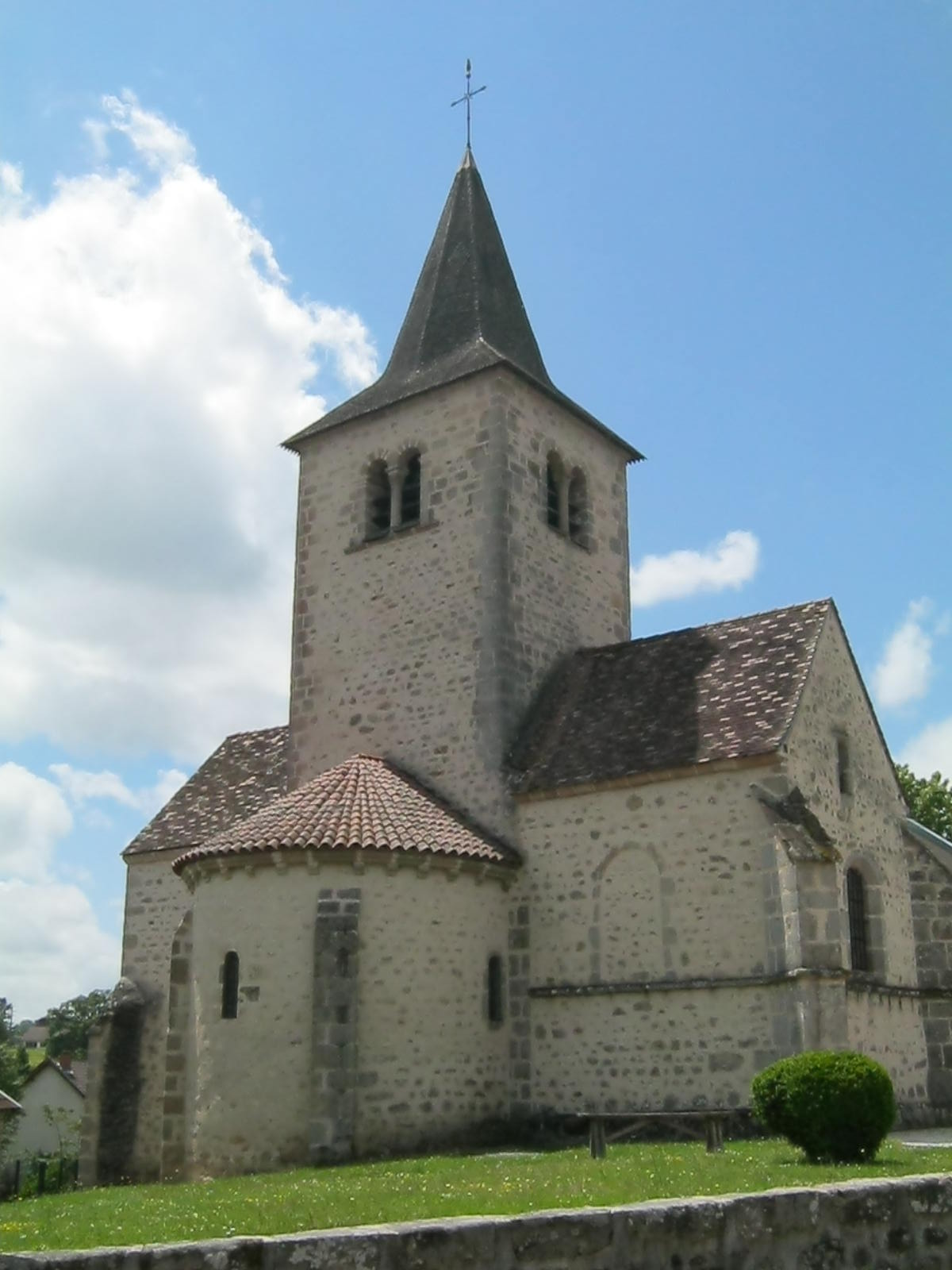
Vue sud.
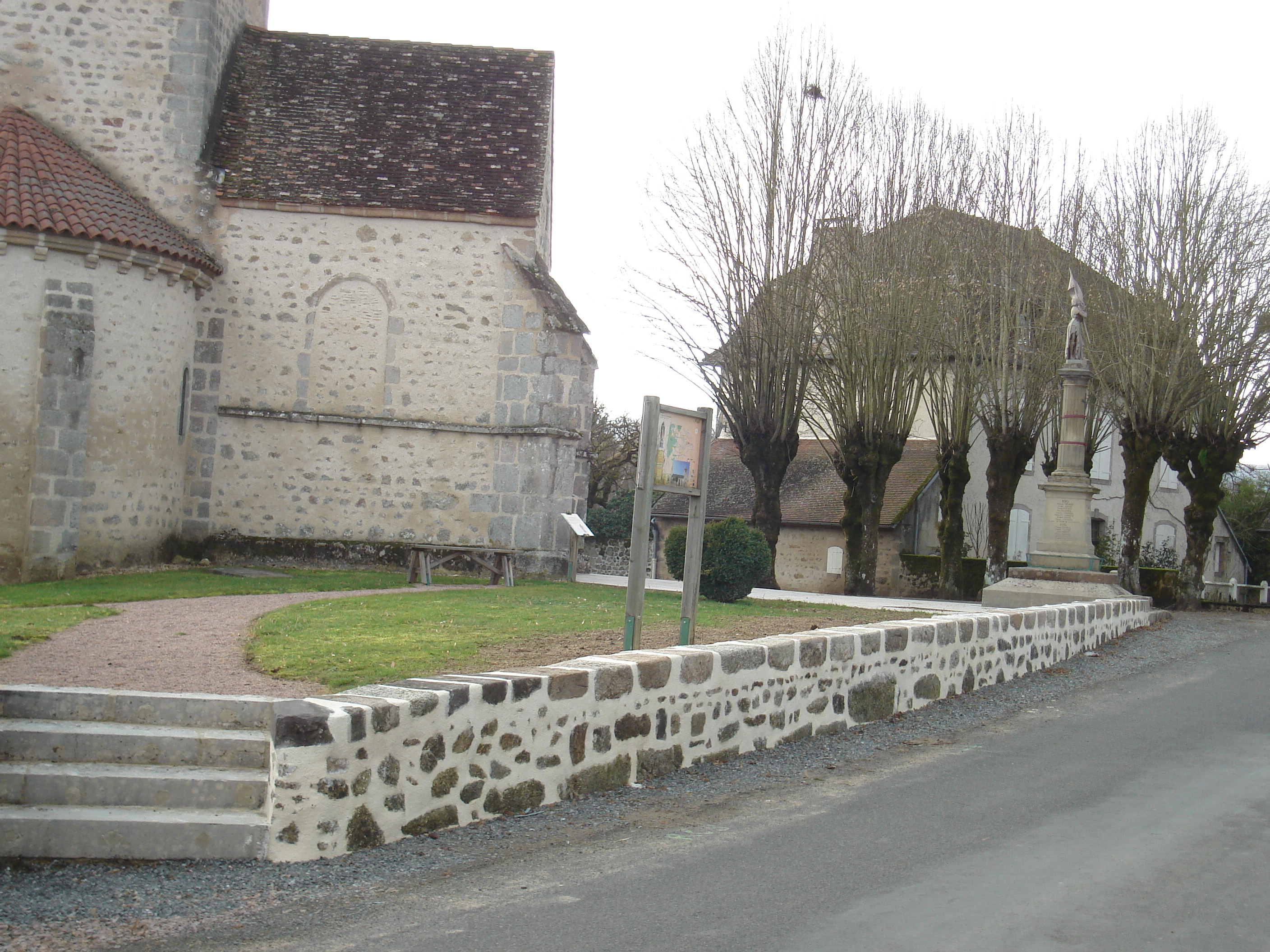
Place de l'église.

#### Statue de la Vierge et croix de chemin
Sur une hauteur nommée Montagne de Laume, au nord du hameau de Corcelles, se trouve une statue de la Vierge cachée dans un petit bosquet. Elle est située au sommet d'une tour crénelée en pierres taillées. En métal et peinte en blanc, elle est représentée les mains ouvertes. Dans la culture locale, elle protégeait des orages. Son histoire est inconnue, on ne sait si elle date du XIXe ou du XXe siècle.
D'autres édifices religieux ponctuent les routes du nord de Poil : les croix de chemin. L'une d'entre elles, située à l'Ouche Saint-Benoît au nord du village, est inscrite dans la base Mérimée. Elle date du XIXe siècle, à l'exception d'une croix en fer forgé du XXe siècle, et porte les mentions 1939 et 1945. Les autres sont situées sur un carrefour au Mousseau, à la Croix Saint-Louis près d'Ettevaux et dans le bois entre Concley et le Colombier. En 2013, une nouvelle croix de chemin est déposée à la Croix de Meux, sur l'emplacement d'une précédente.

### Monument aux morts

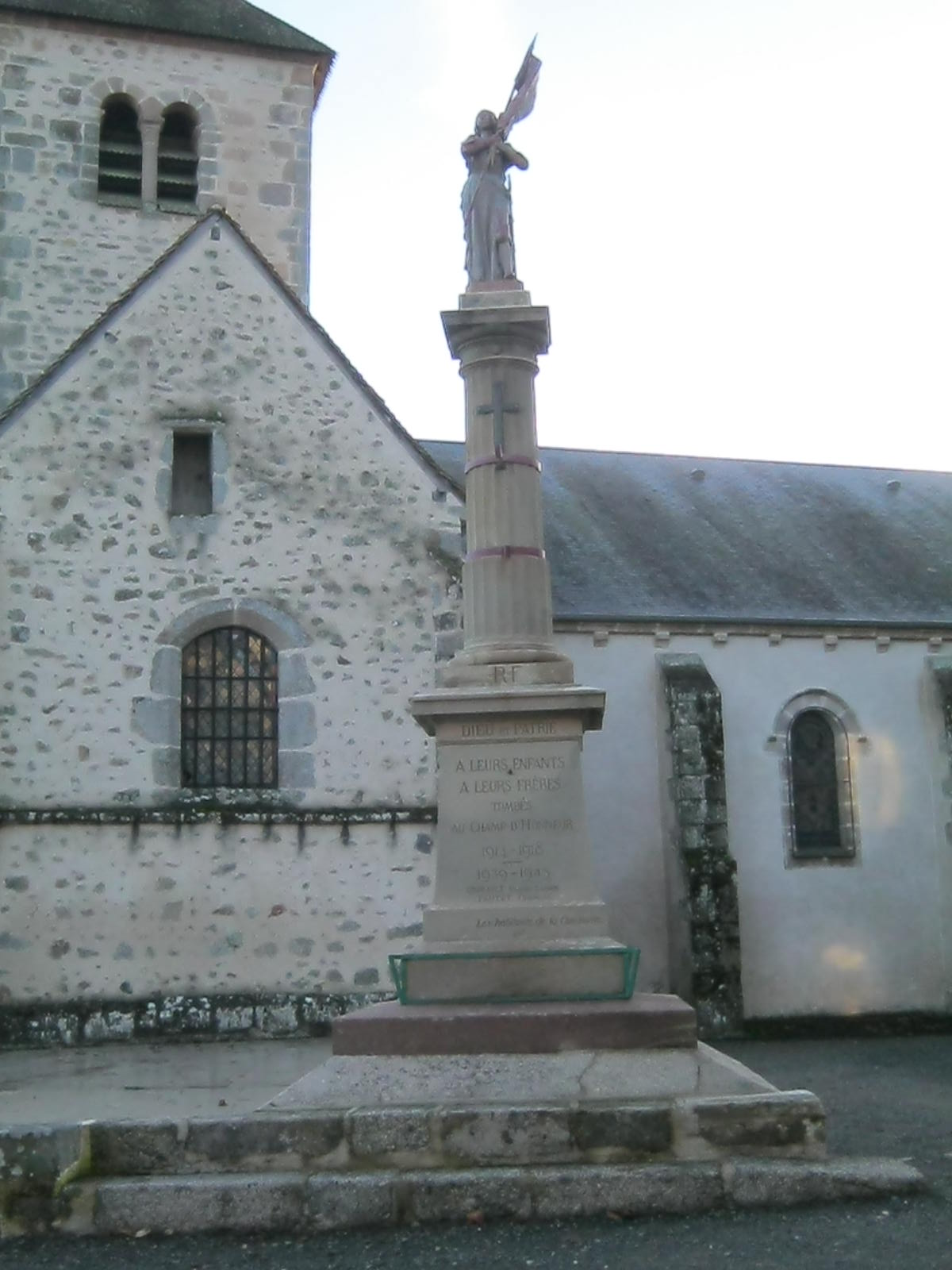
Le monument aux morts, sur la place de l'église.

Le monument aux morts communal est situé devant l'église Saint-Romain. Il est érigé le 14 avril 1923. Sous la forme d'un piédestal et d'une colonne, une statue de Jeanne d'Arc avec son oriflamme est placée à son sommet sur un socle. Il s'agit du seul monument de ce type dans le département.
Sur le piédestal, il est inscrit à la fois « RF », acronyme de République française, et « Dieu et patrie ». Il symbolise l'union de la foi chrétienne et patriotique, représentée par Jeanne d'Arc, avec le républicanisme. Dédié « à leurs enfants, à leurs frères tombés au champ d'honneur », le monument est signé « Les habitants de la commune ».
51 morts sont inscrits sur le piédestal, 48 durant la Première Guerre mondiale, deux durant la Seconde. 49 morts sont aussi recensés sur une plaque commémorative située dans l'église et 38 dans le livre d'or du Ministère des pensions ; au total, ce sont 109 morts distincts que compte la commune.

### Châteaux

#### Château de Concley
Le hameau de Concley est situé à trois kilomètres au nord du bourg de Poil. D'après Roland Niaux, l'existence d'un château dominant un fief situé sur le site est mentionnée en 1454. Dans son ouvrage Le Morvand ou essai géographique, topographique et historique de cette contrée paru en 1854, Jacques-François Baudiau évoque pour cette même année seulement une reprise du fief par l'écuyer Jean Ier de Chevannes. La carte de Cassini, réalisée dans la première moitié du XVIIIe siècle, n'indique pas non plus la présence d'un château. Il n'a pas été retrouvé de traces archéologiques. Le nom Conclez est attesté en 1608 et Conclayst en 1689.
Le château de Concley existant aujourd'hui est construit durant le quatrième quart du XVIIIe siècle par François de Champeaux, à l'ouest du précédent. Une chapelle est reconstruite dans le même temps. Le château est remanié durant le XIXe siècle afin de lui prêter un aspect médiéval, en granit et moellons enduits.
Sur un plan symétrique, le château est composé d'un sous-sol, d'un étage carré et d'un étage de combles, reliés par deux escaliers, l'un hors-œuvre et l'autre en vis. Il est protégé par un toit en tuile plate et ardoise. Son terrain est constitué d'un parc, où subsistent des restes de jardin à la française, de communs, d'une chapelle et d'une glacière très bien conservée.
La première chapelle est érigée en 1676 et fait seize pieds de long sur quatorze de large. Elle est bénite le 1er mars 1677 par le curé de la paroisse voisine de Saint-Léger-sous-Beuvray. Il y a alors défense de placer une cloche pour appeler les habitants du voisinage aux offices. Elle est rebâtie au cours du XVIIIe siècle, avec un style néogothique, puis bénie une seconde fois le 2 octobre 1764 par le seigneur de Villette et chanoine et official d'Autun Denis de Velle,. Elle abrite alors la cloche du couvent de Cordeliers d'Autun détruit au cours du XVIe siècle,.

#### Chapelle
Une première chapelle est érigée à Concley en 1676. Elle fait seize pieds de long sur quatorze de large. Elle est bénite le 1er mars 1677 par le curé de la paroisse voisine de Saint-Léger-sous-Beuvray. Il y a alors défense de placer une cloche pour appeler les habitants du voisinage aux offices. Elle est rebâtie au cours du XVIIIe siècle, avec un style néogothique, puis bénie le 2 octobre 1764 par le seigneur de Villette et chanoine et official d'Autun Denis de Velle,. Elle abrite alors la cloche du couvent de Cordeliers d'Autun détruit au cours du XVIe siècle,.
Un bas-relief de la chapelle représentant l'Annonciation, sculpté par l'atelier Della Robbia à Florence au XVIe siècle, est inscrit à l'Inventaire général du patrimoine culturel. Réalisé par l'assemblage d'éléments en terre cuite modelée et émaillée sur un support en bois, il mesure 140 centimètres de haut, 105 centimètres de large et 20 centimètres de profondeur. En mauvais état d'après le rapport dressé en 1992, il présente plusieurs fissures, cassures recollées et certaines parties ont été restaurées à l'aide de pièces de bois plâtrées et peintes.

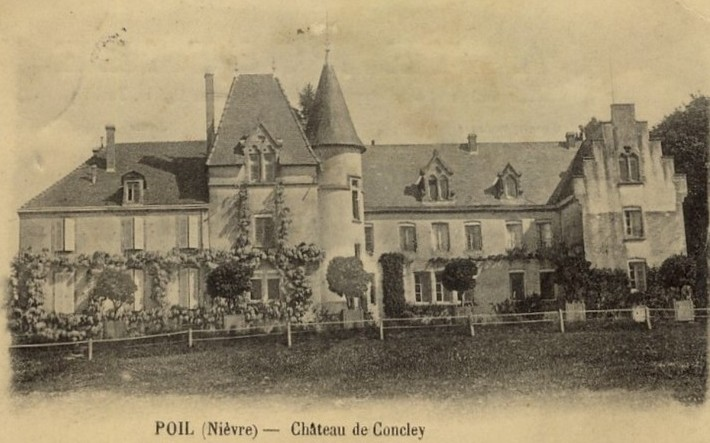
Château de Concley, carte postale d'archive.

#### Château d'Ettevaux
Une seigneurie de Guillaume d'Estevaux est établie en 1490, sans que l'on puisse confirmer l'existence d'un château féodal. Le nom du fief est attesté dès 1281, sous le nom Estevaul. On retrouve Estrevaulx en 1518, Estuauds en 1520, Estevaulx en 1529, Estevault en 1556, Etuau en 1558, Estuelle en 1626 puis Estiot et Estuaul en 1628.
L'édification d'un château à Ettevaux débute en 1730, sur l'emplacement d'un château plus ancien. Après un incendie, il est remanié et restauré au cours de la seconde moitié du XIXe siècle par le baron de Galembert.
Une chapelle néogothique est bâtie en 1821, succédant à une plus ancienne, puis bénie le 6 octobre 1821. En 1854, l'abbé Baudiau indique que le curé de Poil se rend à la chapelle chaque jeudi y mener la messe. Le domaine d'Ettevaux s'étend sur douze hectares ; son parc possède de nombreux arbres bicentenaires.
En juillet 1748, Ettevaux est acheté par Zacharie Bertrand de Rivière, seigneur à Larochemillay. Il revient à la famille de Galembert en 1852, lorsque Louise Marie Joséphine Bertrand de Rivière épouse le baron Anne Marie Charles de Bodin de Galembert. Celui-ci devient maire de Poil huit ans plus tard, ses descendants lui succéderont jusqu'aux années 1970. Au XXIe siècle, il appartient à la sixième génération de Galembert.
Le château se trouve à l'ouest du territoire de la commune, sur le long de la route départementale 192, à la frontière avec Larochemillay. Il est en bordure de route et est le mieux visible des six châteaux de Poil. Édifié en enduit et moellon, il est divisé, sur un plan symétrique, en un sous-sol, un étage carré et un étage de combles. Le toit est en tuile plate et ardoise. Le terrain privé est constitué d'un parc et de plusieurs bâtiments qui formaient les communs.

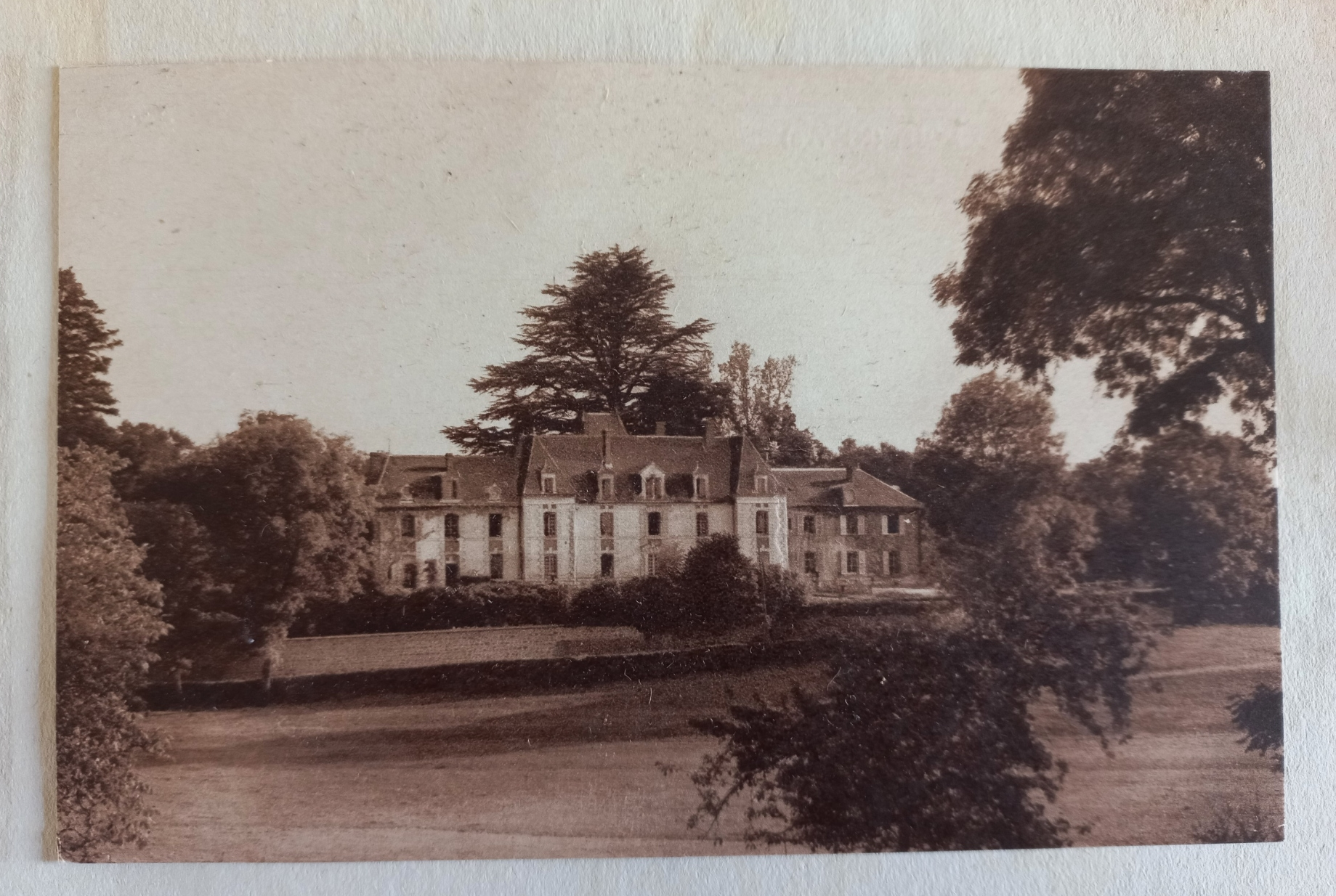
Face nord du château, années 1930.
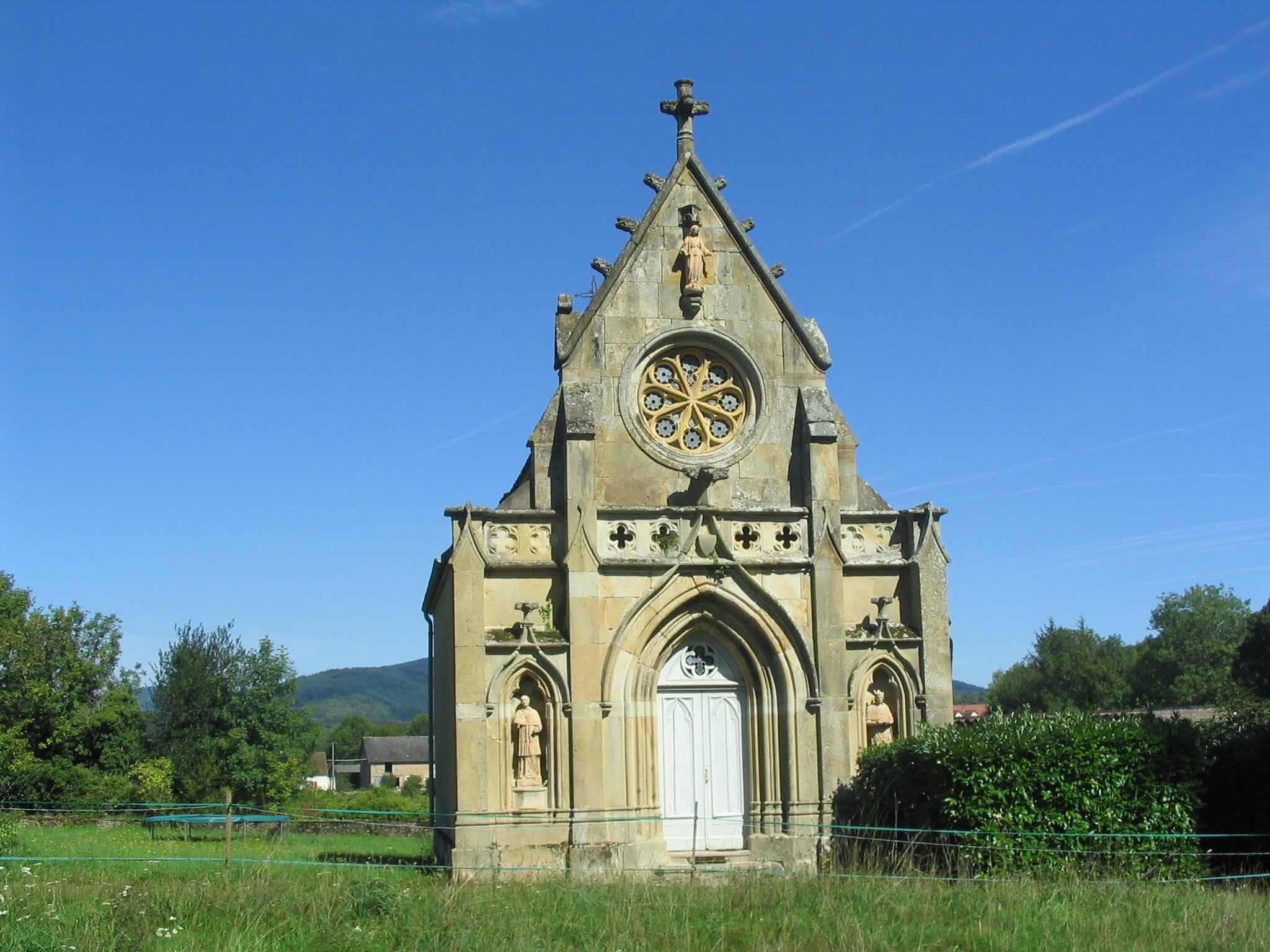
Façade de la chapelle.
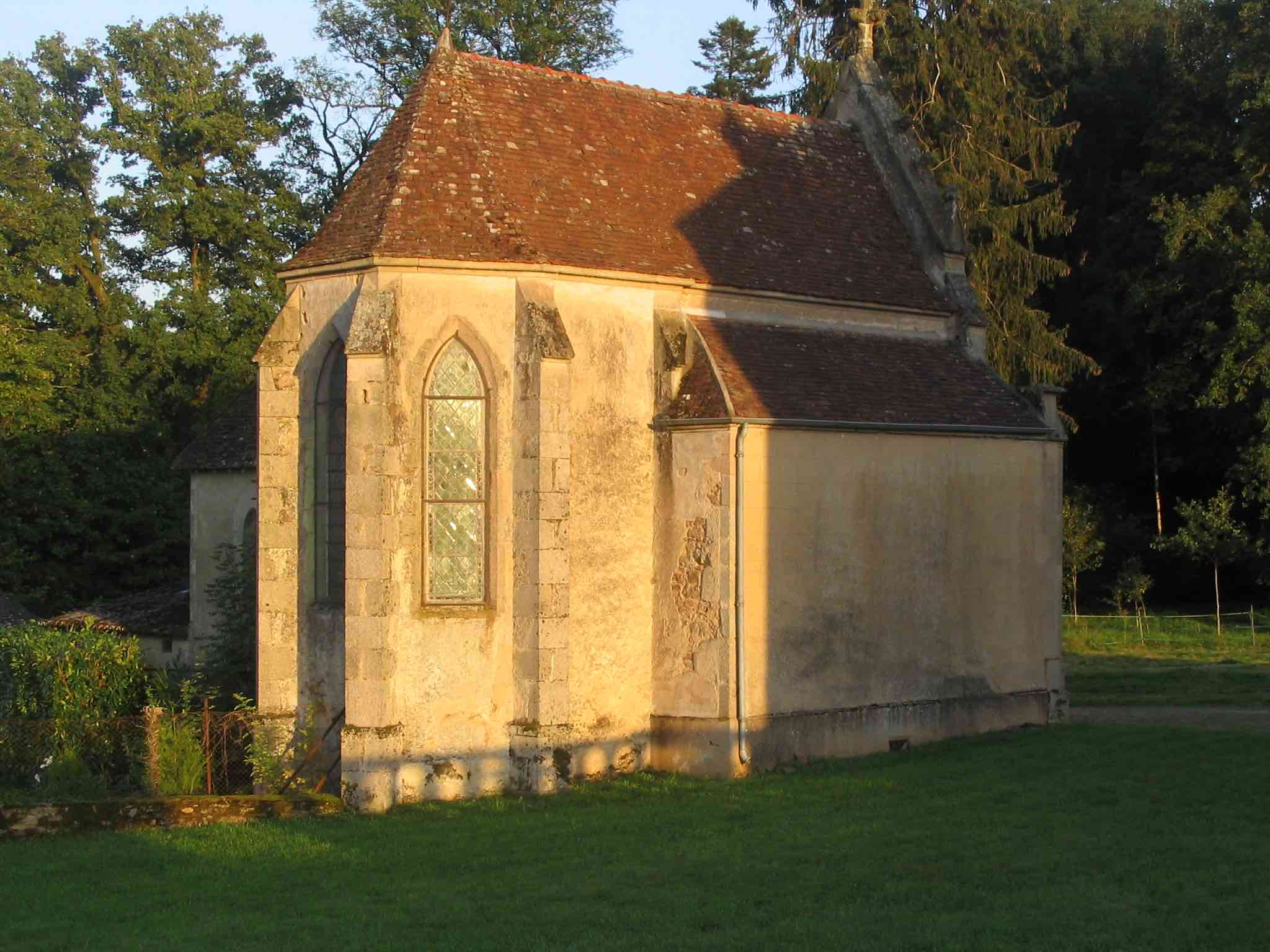
Abside de la chapelle.
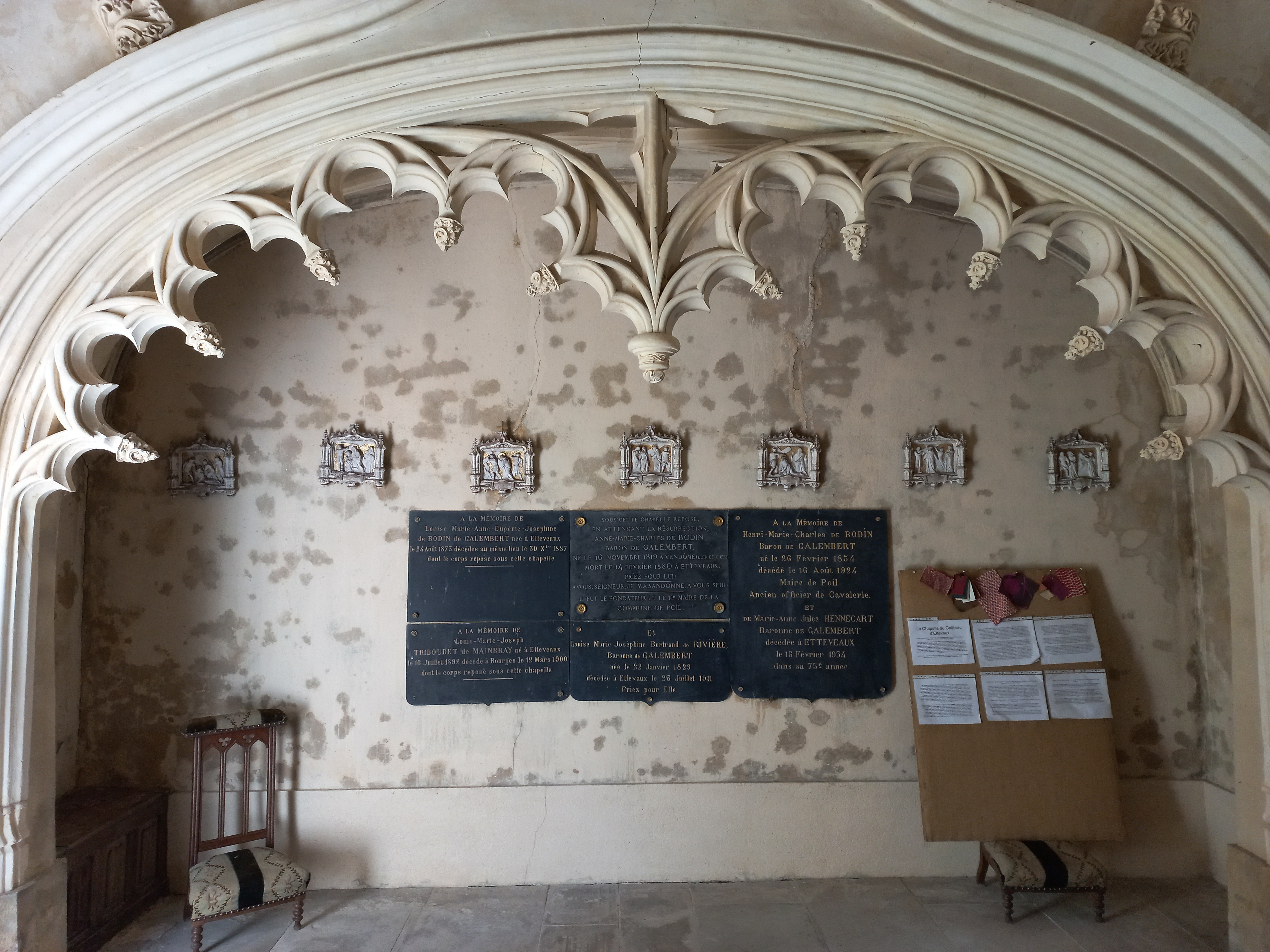
Intérieur de la chapelle.

#### Château du Mousseau
Le château est une ancienne maison forte. Il est édifié en forme d'équerre au XVe siècle sur le fief du Mousseau attesté en 1374 sous la seigneurie de Girard du Monceau. Il est le plus proche du bourg, à 750 mètres au nord-ouest de l'église. Il n'en subsiste plus que deux tours de sa façade nord, découronnées, déjà recensées par Baudiau au XVIIIe siècle, les tours sud ayant été rasées. Baudiau décrit également des « fossés presque intègres et pleins d'eau ». Différents toponymes sont attestés entre le XVIe siècle et le XVIIIe siècle : le Monceaul en 1535, Monceault en 1539, le Monceaulx en 1572 et le Mousseau en 1771.
Un manoir moderne, séparé des tours, est bâti « probablement » au cours du XVIIIe siècle selon le Centre de castellologie de Bourgogne, « probablement au début » d'après Roland Niaux, mais il n'en est pas fait mention par la carte de Cassini ; « au moins sa façade est » est construite durant le siècle selon François de Galembert.

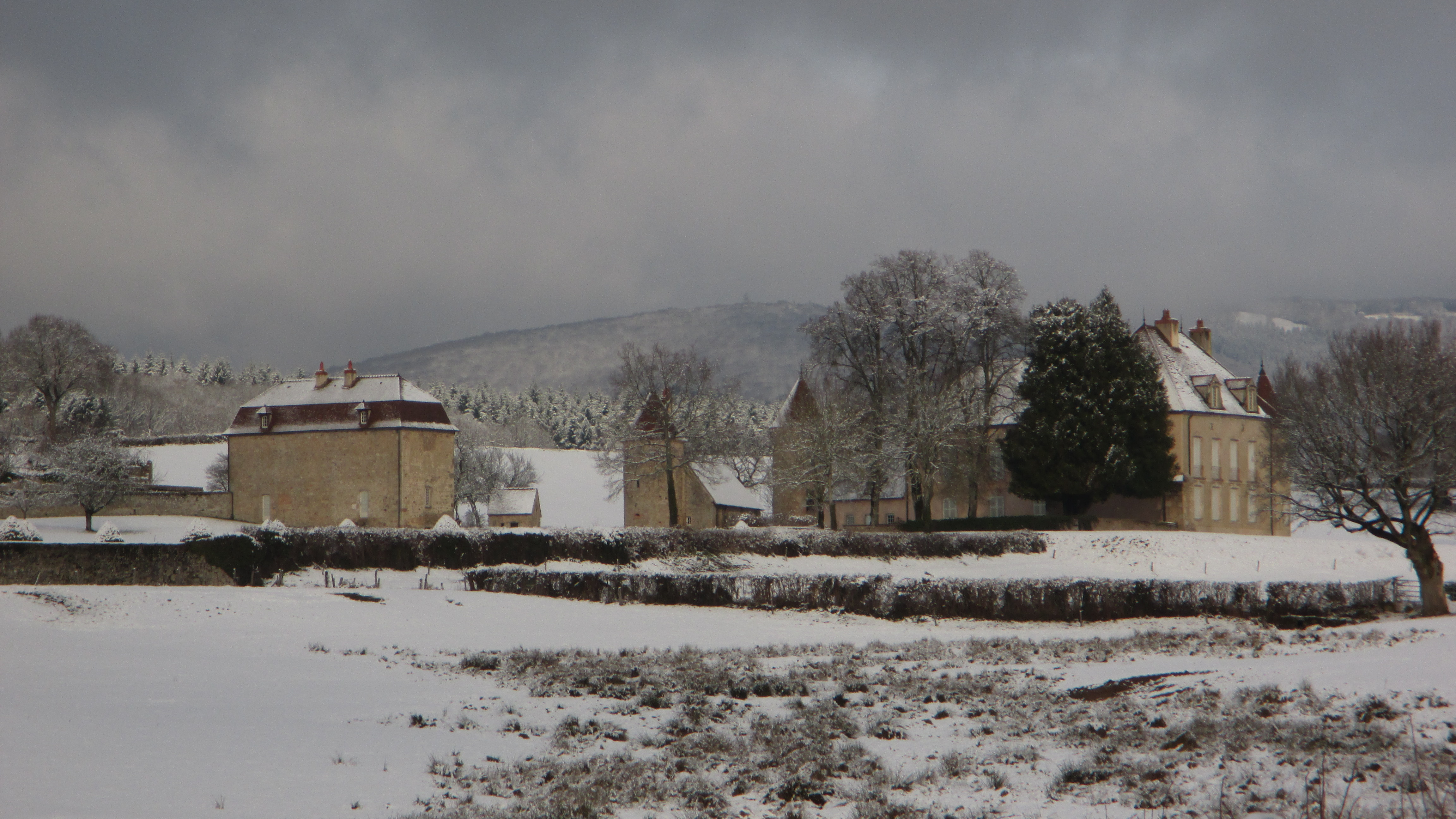
Le Mousseau.
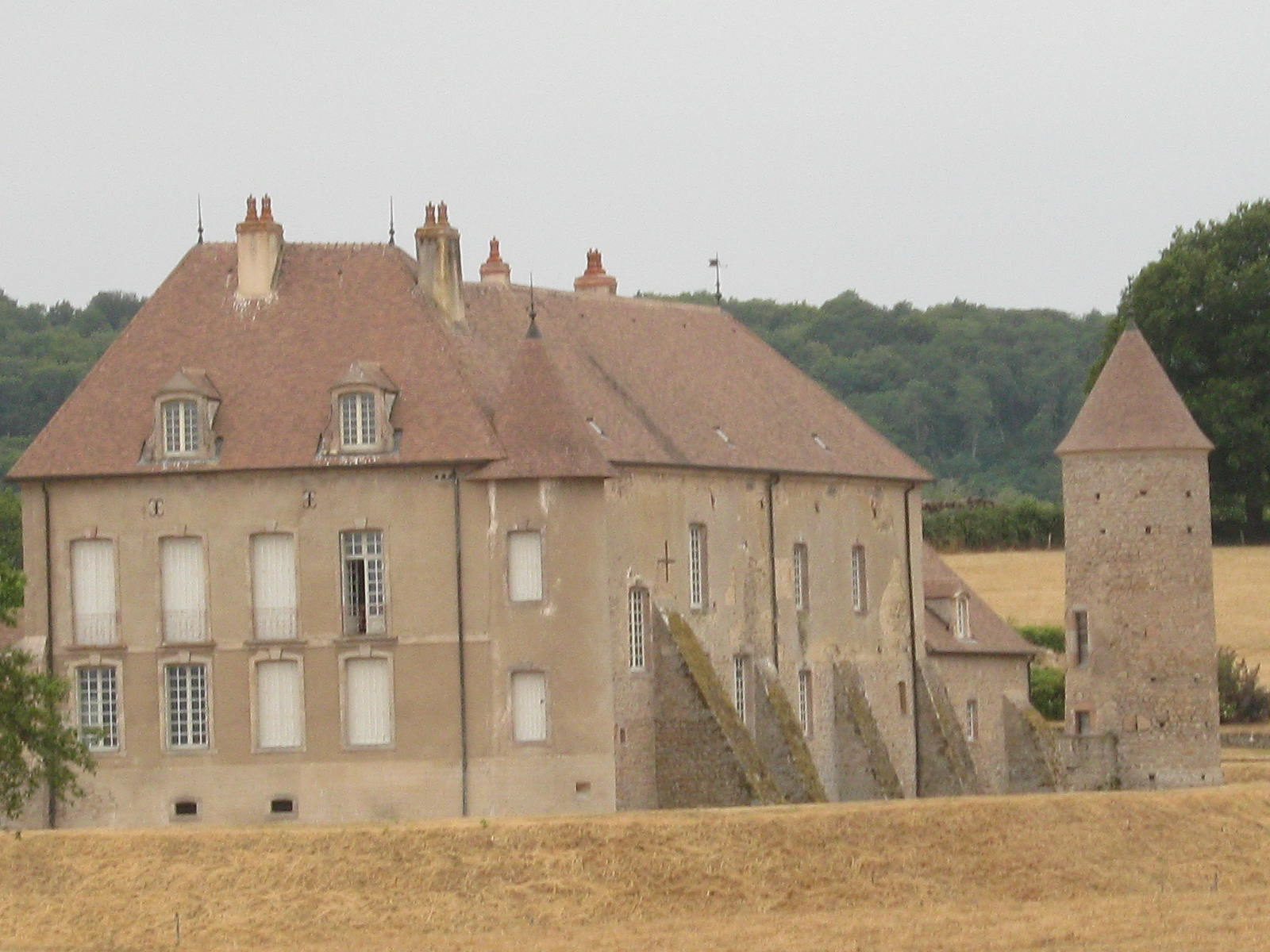
Le corps de logis.
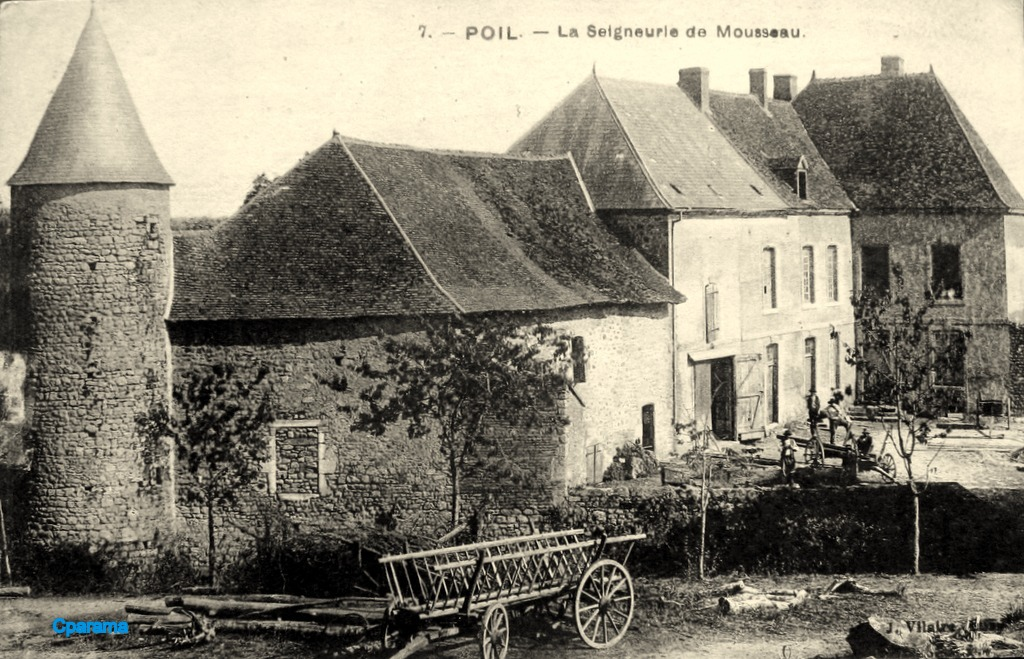
L'intérieur, avec vue sur une tour du XVe siècle.

#### Château de Pierrefitte
À cinq kilomètres au nord-ouest du bourg, le long du chemin de Saint-Léger-sous-Beuvray et Larochemillay, un fief est attesté en 1510, appartenant à Guillemette de Berger,, mais il n'est fait nulle part mention d'un château ou d'un manoir. Son nom latin Petra ficta (« pierre dressée »), témoigne d'après Roland Niaux de « l'antiquité du site ». Le nom Piereficte est attesté en 1566, puis Pierrefistes en 1573.
Un pavillon de chasse de style médiéval est édifié durant la première moitié du XIXe siècle, ainsi qu'un corps de logis durant la seconde moitié,. Il est victime d'un incendie ravageur au début du siècle suivant, dont il est ainsi fait mention dans le registre paroissial, en date du 21 novembre 1912 : « Un violent incendie a détruit une notable partie de cette demeure qui ressemblait à un grand chalet suisse. » Il est reconstruit en 1912 dans sa forme actuelle, sans stylé défini.
À proximité du château se trouvent un étang et une dépendance mitoyenne. Le château est formé d'un sous-sol, de deux étages carrés, d'un étage en surcroît ainsi que d'un étage de combles.

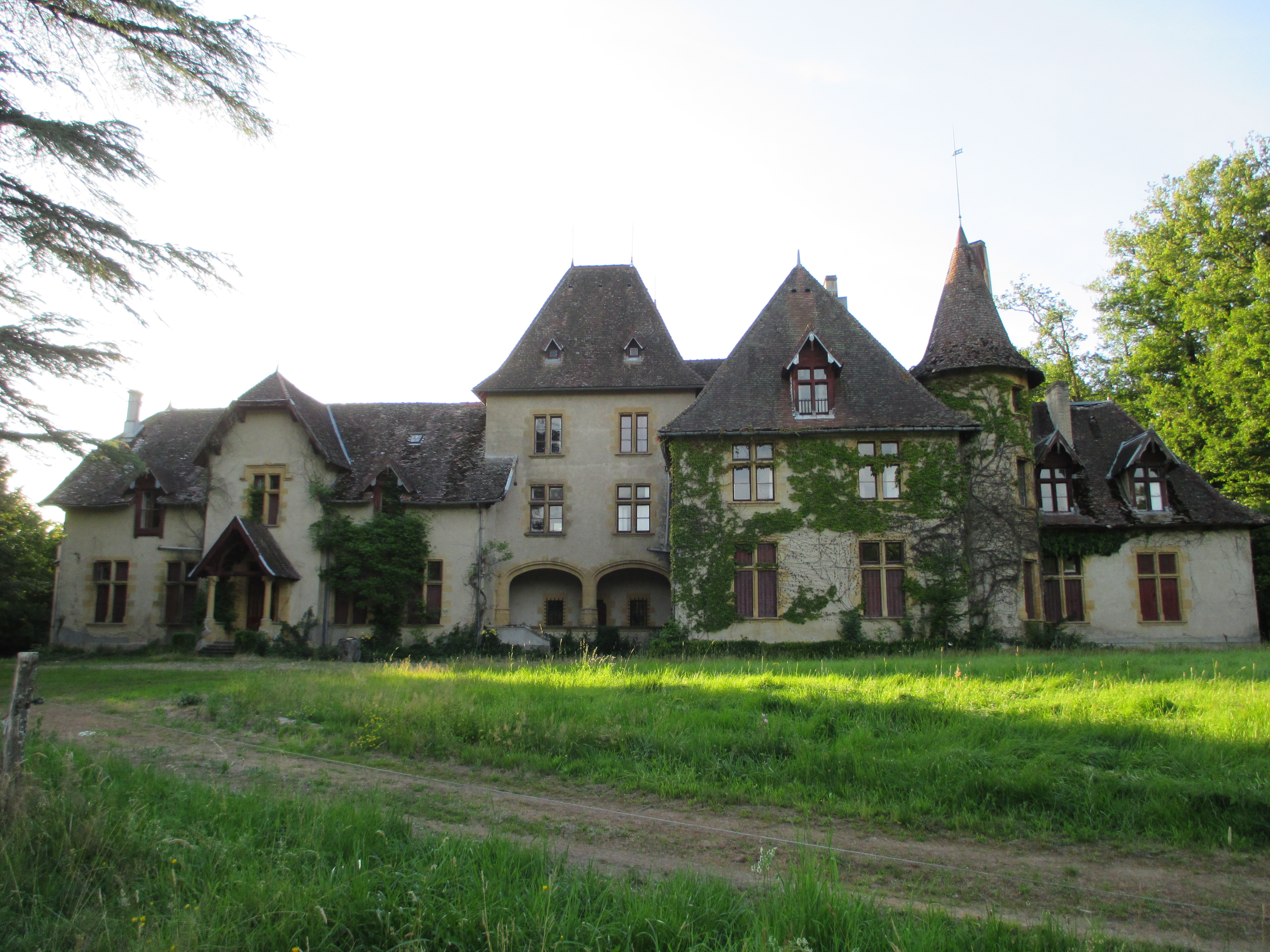
Le château de Pierrefitte.
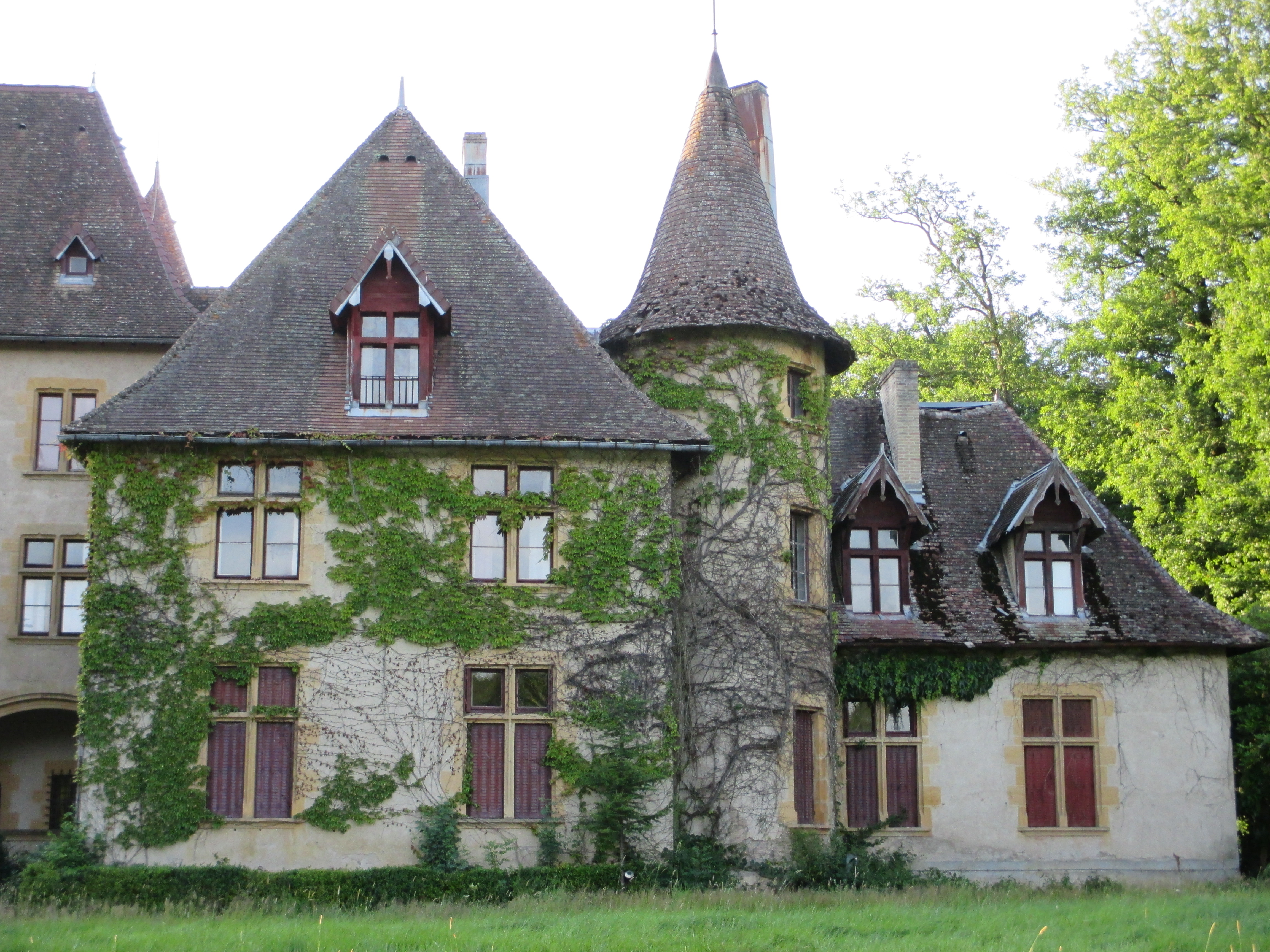
Détail de l'avant du château.
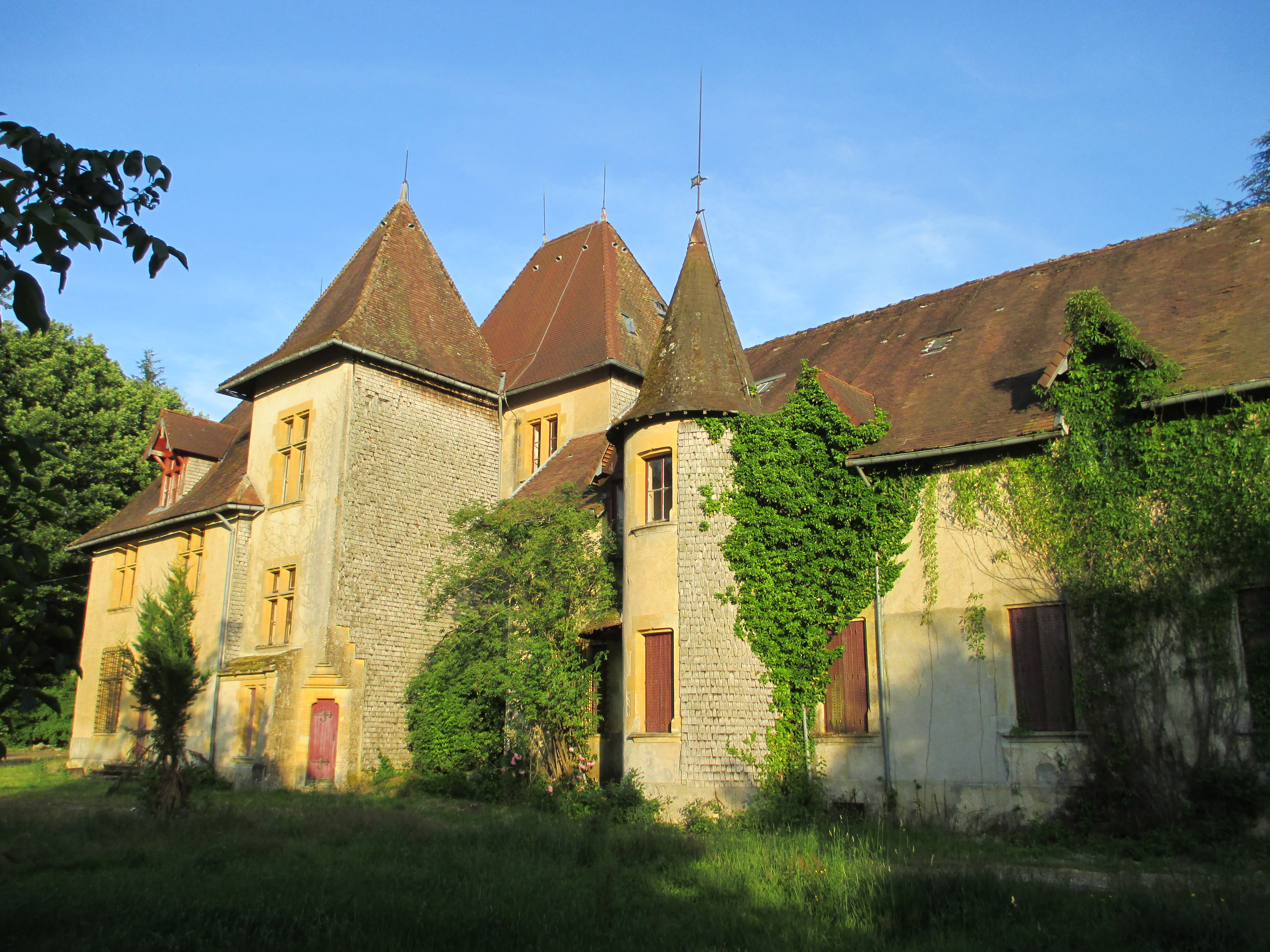
Arrière du château.

#### Château de Thil
Thil, à deux kilomètres cinq cents au sud du bourg, se situe le long de la voie protohistorique dites des « foires du Beuvray » et domine le col entre le mont Dône et le bois de Manizot, passage de la Bourgogne au Nivernais. Le toponyme Thy est attesté en 1693, puis Thil-le-Château.
L'histoire du château de Thil est incertaine. La première mention d'une seigneurie sur le site remonte au XIIIe siècle et d'une habitation seigneuriale en 1400, sans qu'on en connaisse la forme. Son origine est plus ancienne, en attestent des ouvertures en meurtrières dans une tour, des pièces voûtées et parois en torchis qui sont semblables à celles du XIIe siècle. Ne subsiste de cette construction plus qu'un manoir médiéval remanié au XIXe siècle ne comportant que peu d'éléments du premier édifice.
Il se trouvait aussi sur le site une chapelle, dont Baudiau écrit qu'on y célébrait, par privilège, la seconde messe du jour de Noël. Un bâtiment agricole plus en bas repose sur des caves voûtées d'une grande étendue,. Le manoir actuel est édifié sur une terrasse surélevée portée par deux murs de soutènement importants,. Bâti sur un plan en L, il possède un niveau avec comble aménageable sous un long toit en tuile.

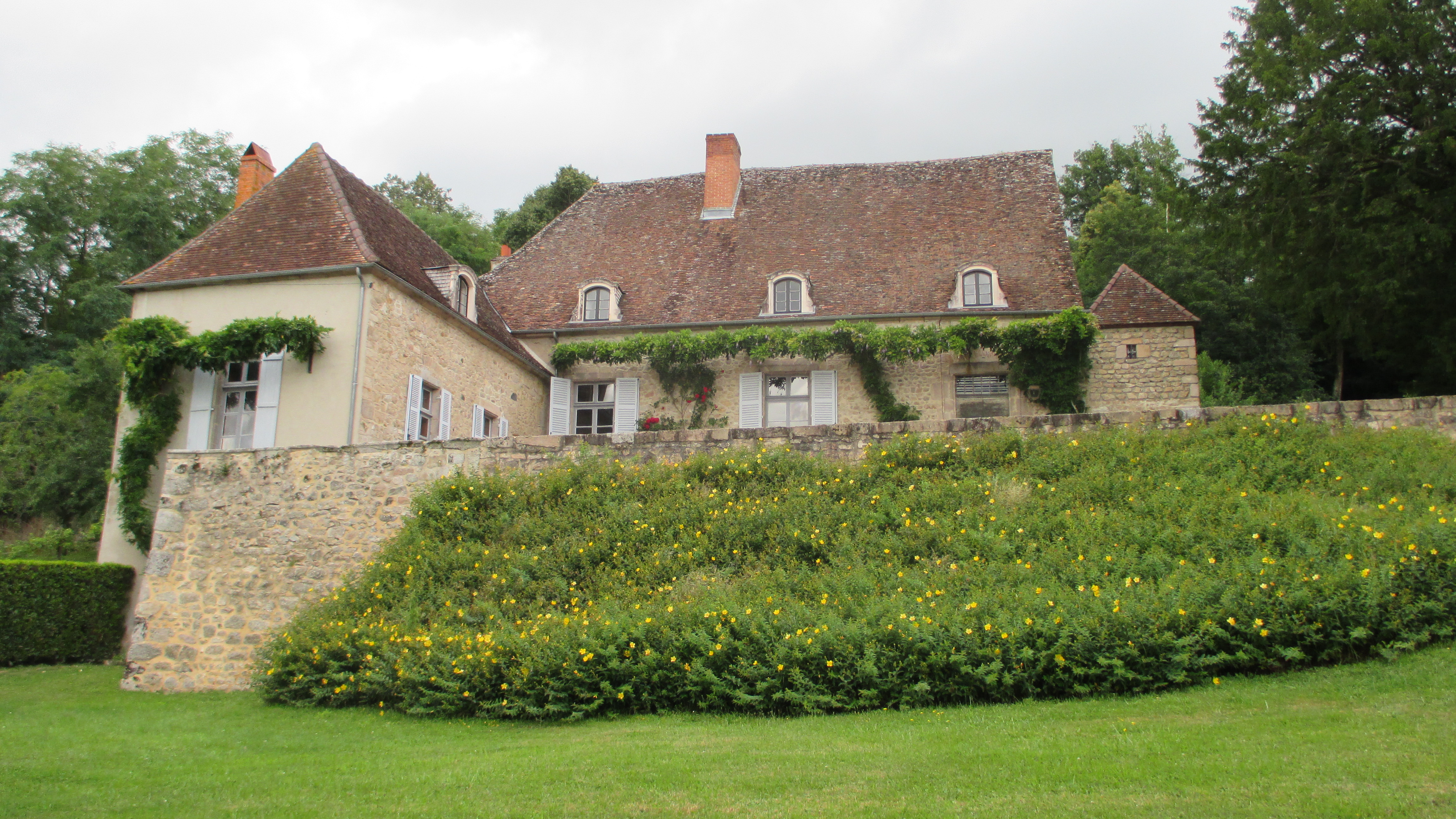
Le château de Thil et un mur de soulèvement.
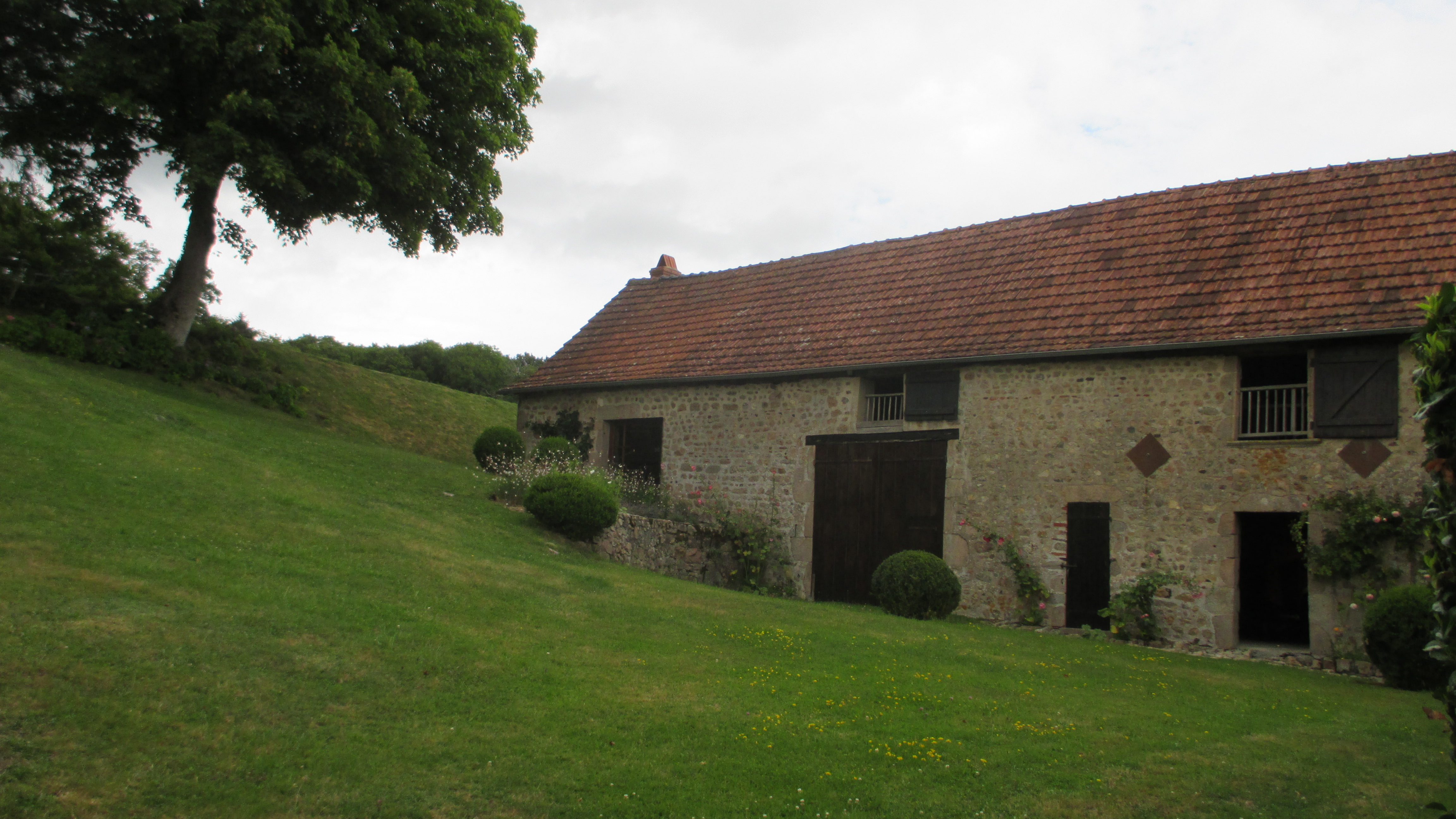
Bâtiment agricole à proximité du château.

#### Château de Villette
Une maison forte, depuis disparue, est édifiée au XIVe siècle à Villette, à un kilomètre cinq cents à l'ouest du bourg, en direction de Millay. Elle est mentionnée en 1383 comme propriété de Perreaul de Masy et fief mouvant de la baronnie de La Roche Millay. À l'assassinat du seigneur de Villette Gilbert Enfert vers Chalon-sur-Saône en 1706, le château est pillé et dévasté, l'ensemble du mobilier est volé,.
L'un des héritiers de Gilbert, Denis de Velle, vicaire général d'Autun, fait reconstruire le château vers le milieu du XVIIIe siècle. Il adopte un style très classique, avec un fronton surplombant l'entrée. Il crée un jardin à la française dans le parc de 200 m2. Villette accueille, au moins jusque dans les années 1820, les chanoines et vicaires généraux d'Autun pour leurs vacances. Il est devenu au XXIe siècle un établissement de gîtes et de chambres d'hôtes de luxe.

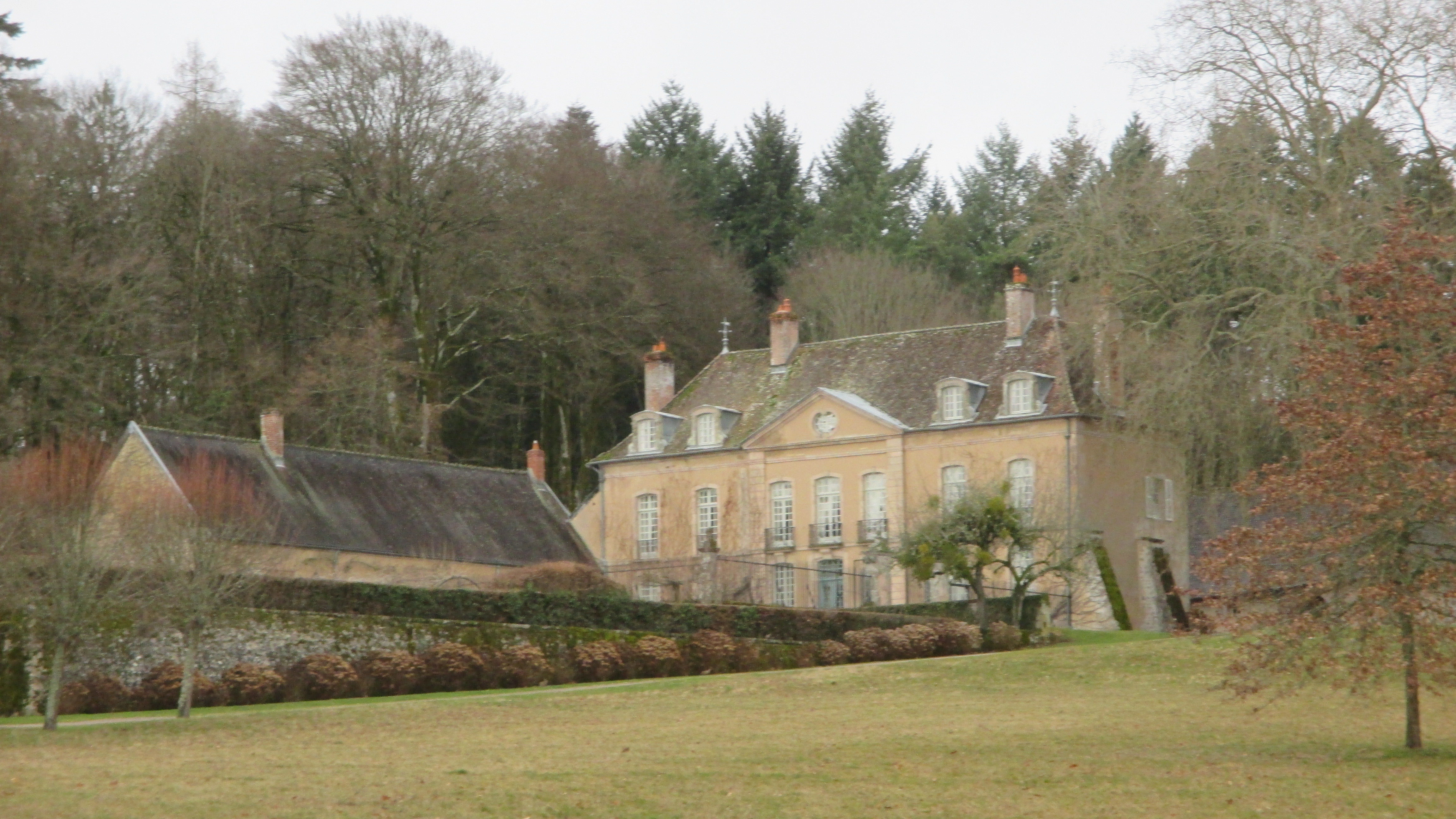
Le château de Villette.
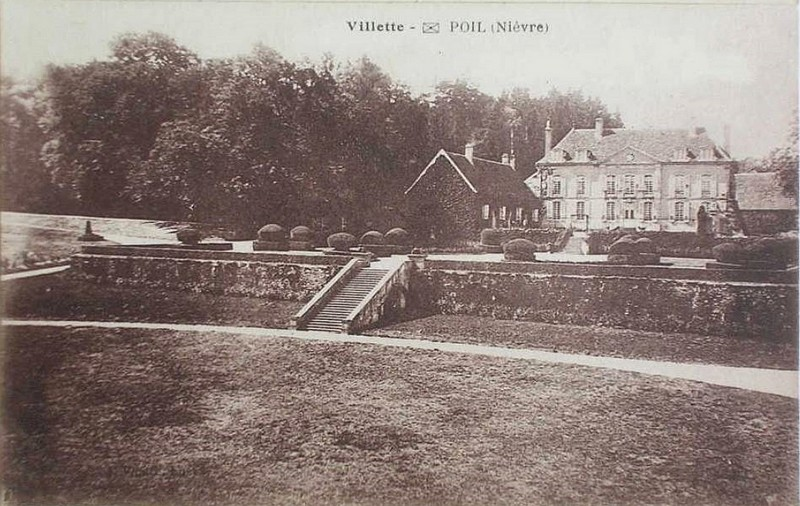
Jardins du château, carte postale d'archive.

### Vestiges archéologiques

#### Maison forte de Montantaume
Des vestiges subsistent d'une maison forte ou motte castrale, au hameau de Montautaume, sur la route de la Courbette à Pierrefitte, le long de la route départementale 192. Des recherches paléoenvironnementales démontrent une occupation du IXe au XIIIe siècle. L'établissement humain est mentionné une première fois en 1365 et Jacques-François Baudiau indique une existence continue en 1731. La carte Cassini situe Montautaume à l'emplacement d'un étang, depuis asséché
Au XIXe siècle, il n'en reste plus que des ruines d'une tour, à l'excroissance à l'angle nord-est. Il s'y trouve aujourd'hui une plate-forme de terre quadrangulaire d'une vingtaine de mètres de côté, protégée par un fossé.

#### Motte de Lagué
Vestige gallo-romain, à l'extrémité sud-est de la commune, se trouve une butte tronçonique au lieu-dit Lagué (autrefois La Guette). Elle est située en bordure nord de la route départementale 981 d'Autun à Luzy D981, avant le sommet de la montagne des Châtaigniers, à un kilomètre du lieu-dit de La Comelle Maison-de-Bourgogne, dans la dépression qui fait communiquer la vallée de l'Alène avec celle de l'Arroux.
De forme circulaire, elle fait, d'après Roland Niaux, 40 mètres de diamètre à la base, 20 au sommet et 10 à 12 mètres de hauteur. La Société française pour la conservation des monuments historiques calcule en 1846 des dimensions différentes, de 136 mètres de circonférence à 25 mètres de hauteur, pour 3 mètres de longueur et 2 mètres de largeur. Elle décrit un sommet en oblong, formant une légère courbe. Le site est situé sur l'importante voie romaine reliant Augustodunum (Autun) à Decize. Il ne peut être lié à aucune mention d'un établissement humain au cours des siècles suivants.
Les historiens du XIXe siècle considèrent le site comme un tumulus, il n'en est rien. Des fouilles effectuées en 1778 mettent au jour un dépôt de pièces de monnaie dans des vases, dont quelques-unes en or, à l'effigie de Tetricus Ier, empereur des Gaules durant les années 270 — dépôt localisé par erreur à La Comelle. À 200 mètres est découvert un four souterrain en moellons. La motte est présentée au Congrès archéologiques de France de 1846. Vers 1859, Jacques-Gabriel Bulliot y mène de nouvelles fouilles, mais rapides. Il sort de terre des parures et des boucles datant de la période mérovingienne, dont un morceau de poterie peinte, à raies brunes sur fond blanc, fait sur la même terre que ceux retrouvés à Bibracte. En creusant une tranchée, il met au jour une couche de moellons sur laquelle repose une couche de charbon.

#### Stèles et piliers funéraires

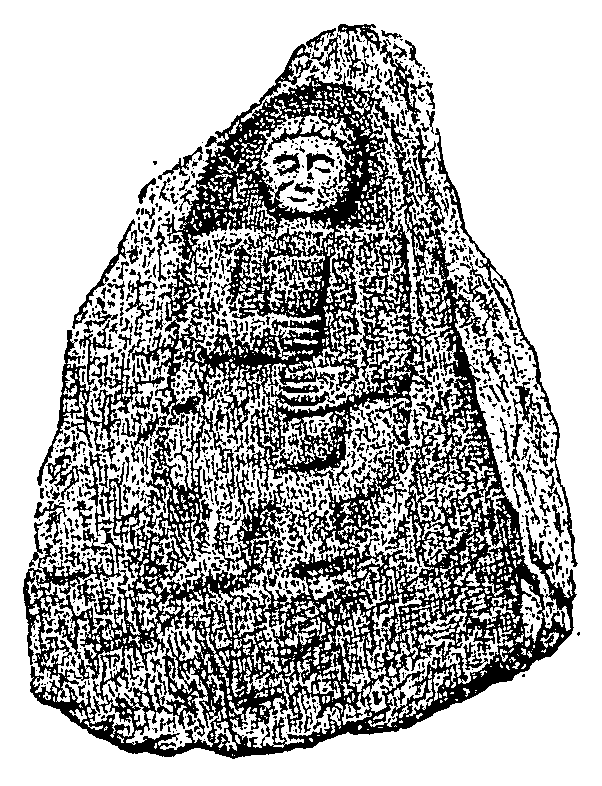
La stèle funéraire perdue.

Une nécropole est mise au jour en avril 1901 sur le lieu-dit la Garenne, près du hameau de Corcelles, par un dénommé Charlot, lors d'un labour. Au total, quatre stèles funéraires sont extraites et transportées au château du Mousseau situé à proximité. Elles sont décrites par Lucien Gueneau dans les Mémoires de la Société académique du Nivernais, puis par Henri Graillot dans les Mémoires de la Société éduenne. Les pierres sont offertes par la propriétaire, Menni, à la Société éduenne des lettres, sciences et arts d'Autun le 21 novembre 1901, qui les laisse entreposées dans la cour du château. Elles y restent 86 ans. En 1986, en vue d'une publication, elles sont mesurées et photographiées. Une des quatre stèles est volée au cours du mois de juillet de l'année suivante — ni la stèle ni l'auteur n'ont été retrouvés — et ce n'est qu'après, en août 1987, qu'elles sont déplacées à Autun, au musée lapidaire Saint-Nicolas.
Les quatre stèles, en granite, sont extraites à 60 ou 70 centimètres de profondeur, à 6 mètres les unes des autres. Elles sont la tête en bas. Henri Graillot décrit deux pierres de 90 centimètres, deux autres de 80 centimètres, toutes quatre d'une largeur de 50 à 55 centimètres et d'une épaisseur de 25 centimètres. La pierre disparue, que Roland Niaux considère comme la plus intéressante, mesure 55 centimètres de hauteur, 47 centimètres de largeur et a une épaisseur de 30 centimètres à la base et 15 centimètres au sommet. De la période gallo-romaine, les stèles sont sculptées. Elles représentent des scènes de libation funéraire,. Sur une de leur face figure le buste d'un personnage dans une niche, représenté en pied et vêtu d'une tunique courte et grossière. Ils tiennent chacun deux objets. De la main droite, ramenée vers la poitrine, un récipient semblable à un calice ou poculum et de la main gauche une ampulla, carafe à panse bombée et au col allongé. Les niches dans lesquelles reposent les figures sont cintrées, signe de romanisation.

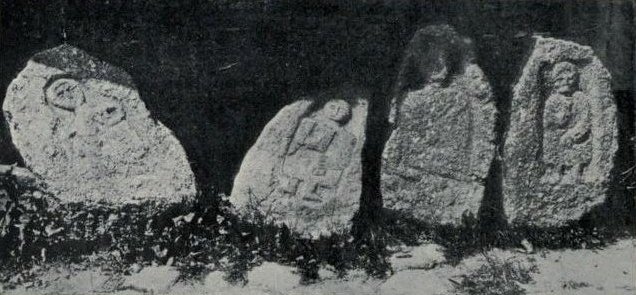
Les quatre stèles prises en photo au début du XXe siècle.

La découverte de ces stèles est semblable à plusieurs dizaines d'autres dans les communes aux alentours de Bibracte, surtout, et d'Augustodunum,, qui présentent des motifs similaires. Aussi, comme dans le reste du pays éduen, Poil recèle de plusieurs piliers funéraires. Il s'agit de petits monuments octogonaux ou vaguement cylindriques creusés par une cuve sommitale, destinée à recevoir une urne funéraire. En 2000, Roland Niaux en recense six, dont une entreposée au bourg, une autre à Ettevaux et une troisième à Montantaume, mais détruite. Le pilier d'Ettevaux a pour particularité une zone en léger creux autour de son orifice, sur laquelle peut reposer un couvercle.

#### Site archéologique du Quart du Bois
À proximité de Bibracte, sur les flancs sud du mont Beuvray, plusieurs fouilles ont permis de déterminer l'emplacement d'un vaste établissement rural à vocation agricole situé au lieu-dit du Quart du Bois, ainsi que des vestiges à Montautaume et au Carzot, dans un rayon de 500 mètres. Certains niveaux sont contemporains à l'oppidum éduen et l'exploitation est continue jusqu'au Moyen Âge, ce qui en fait un site à l'intérêt particulier pour les archéologues,,.

##### Campagnes de fouilles
La découverte des vestiges est due à une prospection aérienne réalisée en 1976 par l'archéologue aérien René Goguey. Trois enclos fossoyés quadrangulaires mitoyens sont repérés au lieu-dit des Bas de Fontaux ou du Carzot à proximité immédiate du Quart du Bois,. Ils sont d'abord interprétés comme sanctuaires, puis des monuments funéraires.
Roland Niaux mène des premières fouilles au Quart du Bois en 1985 et 1986,, mais ne fouille qu'une partie très réduite du terrain. Il réalise trois sondages, le premier sur une zone résidentielle, le deuxième sur des thermes et le troisième sur des bâtiments annexes. Il décrit des « habitats, thermes, installations métallurgiques » datant de l'époque romaine et un mobilier important de La Tène D et de l'époque romaine. Il hésite entre des traces d'une villa ou d'un vicus. Il évalue la surface totale du complexe à 900 × 400 mètres.
Trois nouvelles campagnes de fouilles sont menées au cours des années 2000 par les Allemands Martin Schönfelder, Ines Klenner et Peter Haupt, dans le cadre du programme international de recherche consacré à Bibracte. Ils mènent une reprise de l'étude des mobiliers et réalisent des prospections terrestres et géophysiques extensives et systématiques, particulièrement dans les zones tourbeuses, au moyen de carottages, ainsi qu'un relevé microtopographique d'ensemble. Entre Montantaume et le Quart du Bois, une grande terrasse, non datée, a été détériorée par des aménagements survenus après les premières fouilles. Au cours des années suivantes, le refus des propriétaires bloque tout accès aux équipes archéologiques pour d'autres sondages.

##### Résultats des fouilles
Schönfelder, Klenner et Haupt mesurent une superficie bien inférieure à celle de Niaux, de 200 × 150 mètres. Les deux enclos à proximité immédiate sont reconnus, avec certitude, comme funéraires et caractéristiques des campagnes de La Tène, à la fin de l'âge du fer. La grande taille et le fossoyement des enclos laisse supposer qu'il s'agisse de sépultures de personnalités au statut élevé. Au Quart du Bois, si l'occupation pré-romaine du site est difficile à caractériser, la résidence, située sur l'ouest, est une villa dotée de petits balnéaires. Des communs, pars rustica, s'étendant vers le nord-est,. Une pression agricole liée à l'élevage et absente de paléopollution artisanale est établie dans les zones humides voisines. Datées du début de l'époque gallo-romaine, des amphores indiquent une occupation pré-romaine.
Des villa rustica sont mises au jour dans les communes voisines de Glux-en-Glenne (aux Trois Chapelles), Saint-Prix (sud du village) et Saint-Léger-sous-Beuvray (à Collonges), formant une ceinture autour de l'oppidum, dont le peuplement alentours est mal connu.
À partir de la période augustéenne, le site est occupé sans discontinuer à travers les siècles,. Les carottages mettent au jour des cultures agropastorales constantes et diverses dès le Ve siècle et pendant plus de mille ans. Les traces d'activités métallurgiques décrites par Niaux sont datées au carbone 14 au bas Moyen Âge.

### Patrimoine naturel

#### Roche du Bois Mousseau

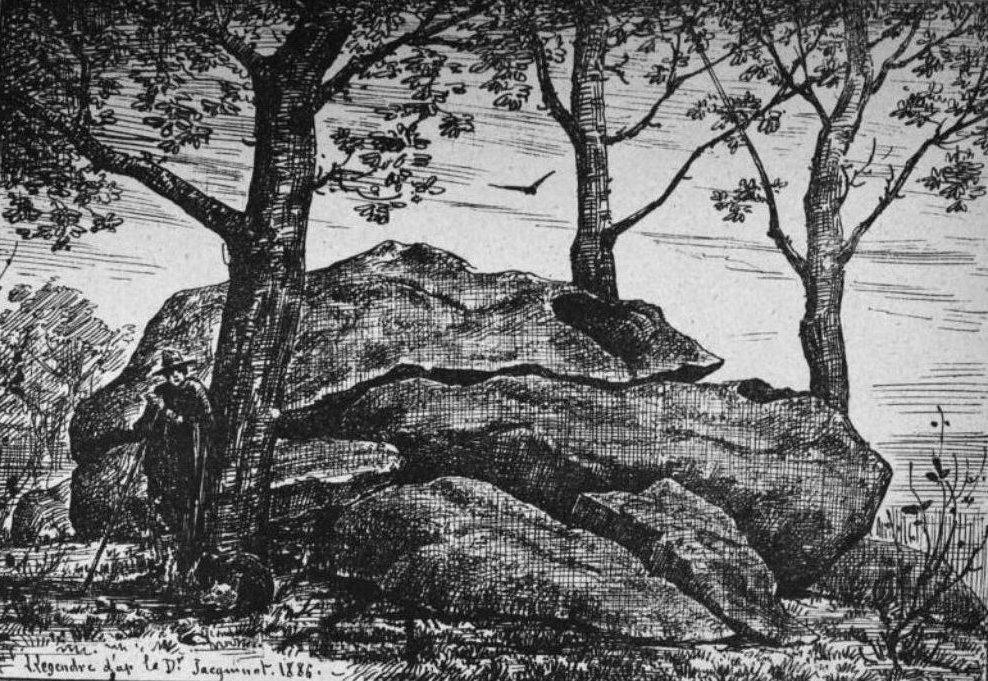
La roche du Bois Mousseau par Legendre d'après Jacquinot, XIXe siècle.

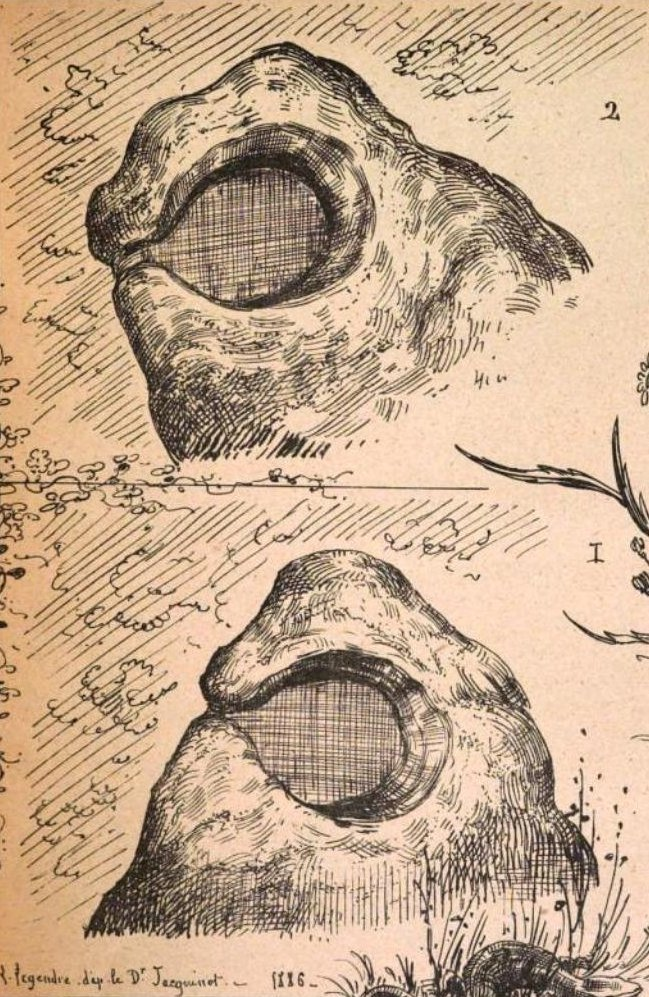
Détail des cupules, Legendre.

Une pierre imposante de granit, dénommée roche du Bois Mousseau, est au XIXe siècle faussement considérée comme un mégalithe. Elle est présentée comme un autel à sacrifices,, en raison de deux bassins qu'elle présente à sa surface. Elle est située dans un petit bois de châtaigniers entre Le Mousseau et Corcelles, à proximité du château et à un kilomètre du bourg. De forme ovoïde, elle mesure 5,40 mètres de long, 2,50 à 4 mètres de hauteur et 3 mètres de large. Elle sur toute sa longueur une large fissure, à la hauteur d'1 mètre environ. En 1886, le docteur Jacquinot décrit qu'autour de la pierre, « dans un rayon d'une vingtaine de mètres, surgissent de petits rochers, qui semblent autant de siège à entourer l'autel ».
Elle présente deux bassins ovales sur son sommet, qui aboutissent à une rigole. Le plus important, situé au milieu, fait 62 sur 50 centimètres de diamètre avec une profondeur allant de 45 à 36 centimètres. Le second, à l'extrémité, a un diamètre de 46 à 41 centimètres et une profondeur de 25 centimètres. De telles cupules, indatables et dont l'origine est inconnue — rien n'indique qu'elles sont de création humaine —, sont comparables à d'autres présentes dans la dépression de Nevers à Chagny sur les sources de l'Alène, particulièrement de celles du mont Dosne à Luzy,.
La roche du Bois Mousseau est décrite et croquée par le docteur Joquinot en 1886 pour les Mémoires de la Société académique du Nivernais,, puis par Lucien Gueneau pour la même revue en 1900, après la découverte des stèles funéraires de la Garenne. Il évoque, comme son prédécesseur, un « mégalithe, autel druidique » aux bassins « qu'on regarde comme ayant dû servir à recevoir le sang des victimes sacrifiées par le druide qui desservait cet autel », « souvenir de nos ancêtres gaulois ».
Elle a depuis été oubliée par la mémoire locale,.

#### Ruchette perthuse
Poil présente une pierre percée, appelée Ruchette perthuse, signalée lors du Congrès archéologique de France de 1851 par Jean-Claude Barat,. Elle est positionnée face au mont Beuvray. Comme la pierre du Bois Mousseau, elle n'est qu'une roche naturelle.

#### Arbres remarquables
Dix arbres remarquables ou groupes d'arbres sont inventoriés par le parc naturel régional du Morvan sur le territoire de Poil en 2004 : au nord-est, un chêne sessile blanc et un ensemble de six cèdres sur l'étang de Concley et au sud-ouest, deux charmes aux Serrats, un châtaignier à Ettevaux, un frêne au château d'Ettevaux, un mélèze et un pin sylvestre sur la route d'Ettevaux, un chêne sessile et un cèdre à Villette ainsi qu'un hêtre.
Parmi eux, le « gros châtaignier d'Ettevaux » présente une circonférence de 8,25 mètres et une hauteur de 15 mètres. Arbre de plein-vent, il s'ouvre en son centre, qui dépérit. Il est situé au milieu d'une haie sur une propriété privée mais est visible depuis un chemin rural. Les deux charmes jumeaux au lieu-dit Les Serrats à Ettevaux, situés à 2 mètres l'un de l'autre, ont le même âge et la même taille de 14,50 mètres, avec une circonférence de 2,40 et 2,60 mètres. Sur une propriété privée, ils sont inclus dans une haie en bord de chemin.
Le chêne sessile de Villette a une hauteur de 30 mètres pour une circonférence de 4,70 mètres et présente un tronc divisé en plusieurs branches. À proximité, le cèdre, situé sur un petit monticule de terre à l'entrée de la propriété, présente une forme similaire de multiples troncs. Plein-vent, il fait 20 mètres de hauteur avec une circonférence de 9,50 mètres. Il dépérit ; il vit encore sur son centre mais une partie des branches a cédé, ce qui lui fait perdre de la prestance.

## Galerie

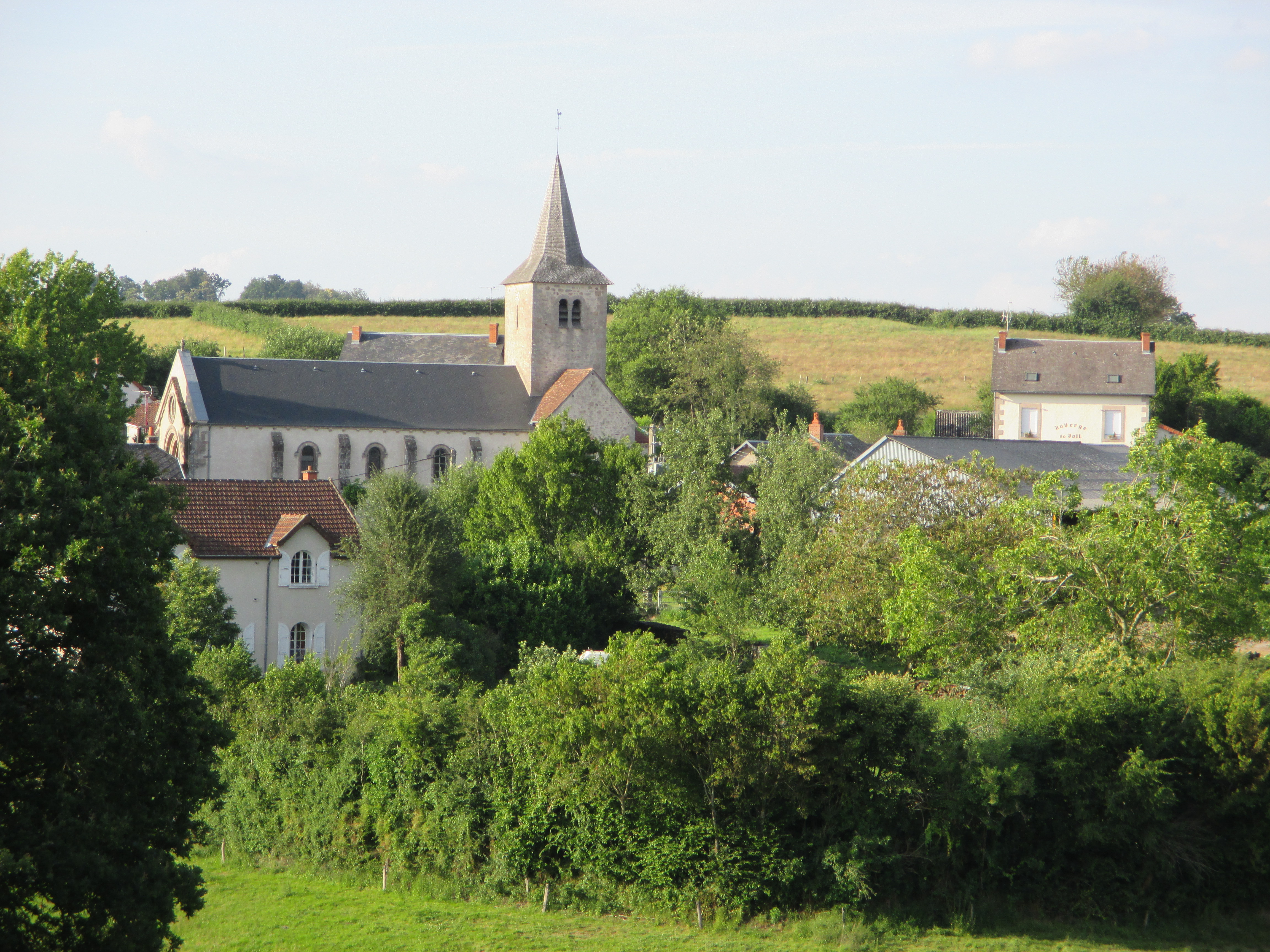
Vue générale de Poil depuis l'ouest.
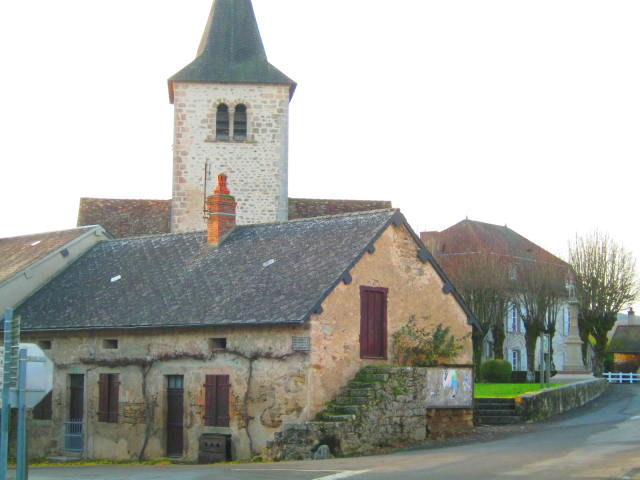
Vue nord-est du village, croisement entre la route de Champrobert et la rue du moulin (rue descendante).
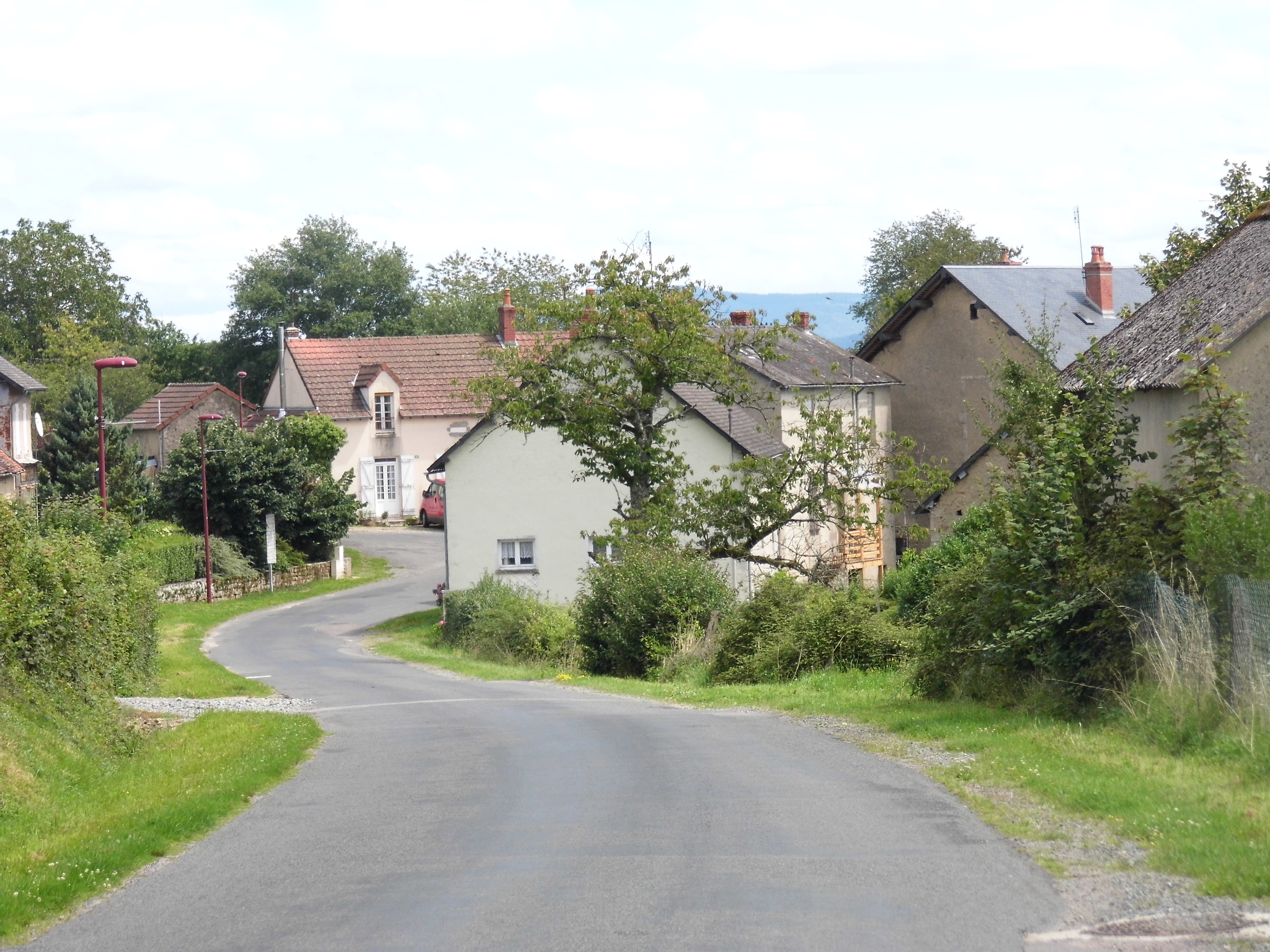
Entrée dans le bourg par le nord via la route de Champrobert.
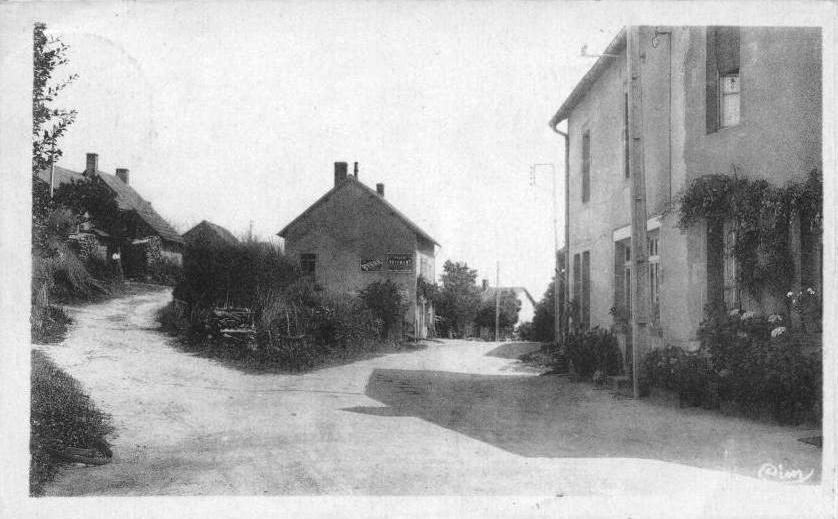
Carrefour du sud de la route de Champrobert et de la vieille rue, carte postale d'archive.
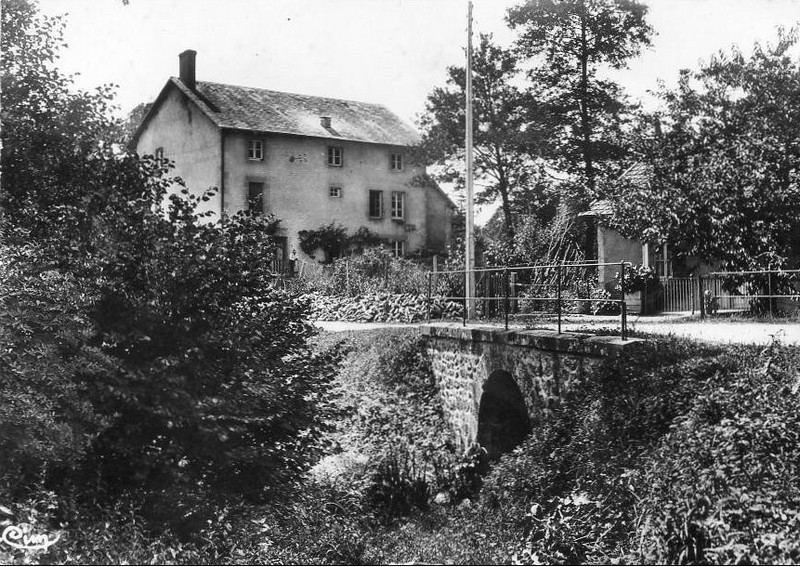
L'ancien moulin à eau de la commune vu depuis la rue du moulin, carte postale.
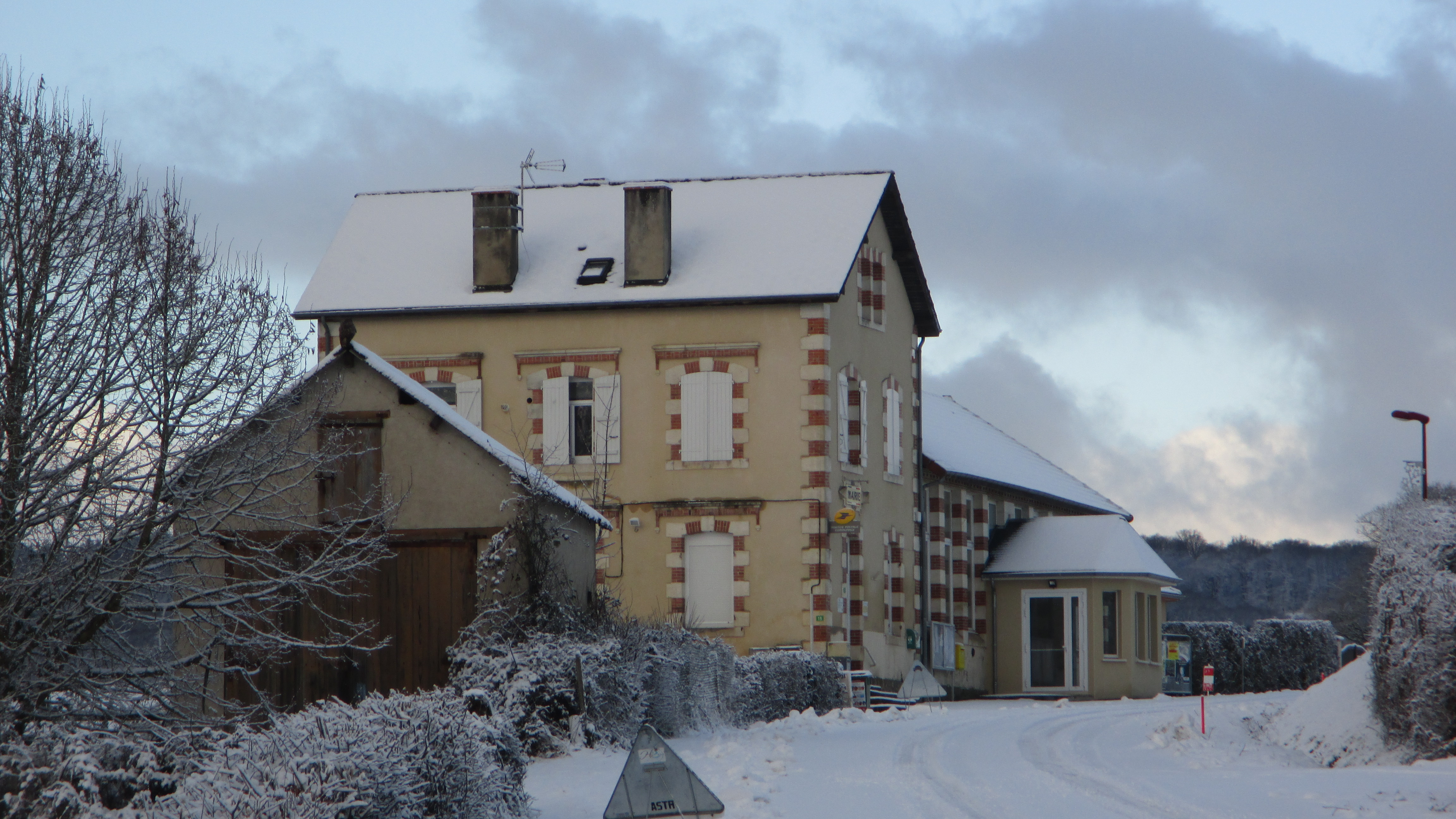
Mairie et salle des fêtes au nord de la route de Champrobert.
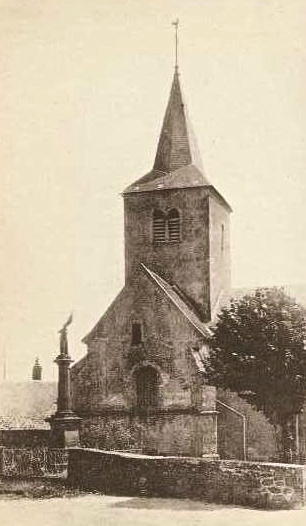
Monument aux morts devant l'église.

#### Sur Poil
- « Poil, autrefois Poy, Pictia », dans Jacques-François Baudiau, Le Morvand ou essai géographique, topographique et historique de cette contrée (2e édition), vol. 1, Nevers, 1867 (1re éd. 1854), 629 p. (lire en ligne), p. 453-462
- Lucien Gueneau, « Une promenade à Poil », Mémoires de la société académique du nivernais, t. IX,‎ 1900, p. 106 à 108 (lire en ligne), parfois nommé « Cippes funéraires gallo-romains à Poil »
- Jean-Claude Bontron, « Transformations et permanences des pouvoirs dans une société rurale : À propos du sud du Morvan », Études rurales, no 63,‎ juillet 1976, p. 141-151 (lire en ligne)
- François de Galembert, « Poil », Les Annales du pays nivernais, no 35,‎ 1982, p. 24-25
- Roland Niaux, « Poil (Nièvre) », Histoire et archéologie en Morvan et Bourgogne,‎ 1994 (lire en ligne)
- Roland Niaux, « Une stèle funéraire gallo-romaine sur la commune de Poil », Histoire et archéologie en Morvan et Bourgogne,‎ 2006 (lire en ligne)
- Atlas communal Poil, Parc naturel régional du Morvan, 2015, 39 p., PDF (lire en ligne)

#### Sur la région environnante
- Alexis Raillard, Un coin du Morvan à travers l'histoire, Civry, Éditions de Civry, coll. « Pierre écrite », 1981, 446 p. (ISBN 2-85983-035-9)
- <span class="ouvrage" id="Mordier et al.">Jean-Pierre Mordier (dir.), Jean Arnoux, Jean Millot, Jacques Charmant, Andrée Forneret et Sabine Nivot, Regards sur Luzy à travers les siècles : sur les traces du passé luzycois de la préhistoire à nos jours, Luzy, auto-édition, 2013, 350 p. (ISBN 978-2-7466-5843-1)

#### Études
- G. Bossuet, C. Cavoit et A. Choquier, Rapport sur les prospections géophysiques effectuées en 1985 au lieu-dit « le Quart du Bois » commune de Poil (Nièvre), Garchy, CNRS, Centre de recherches géophysiques, 1986
- Marie-Pierre Horard-Herbin, Rapport d'étude de la faune du site de Poil, 1996